# Gartenstadt

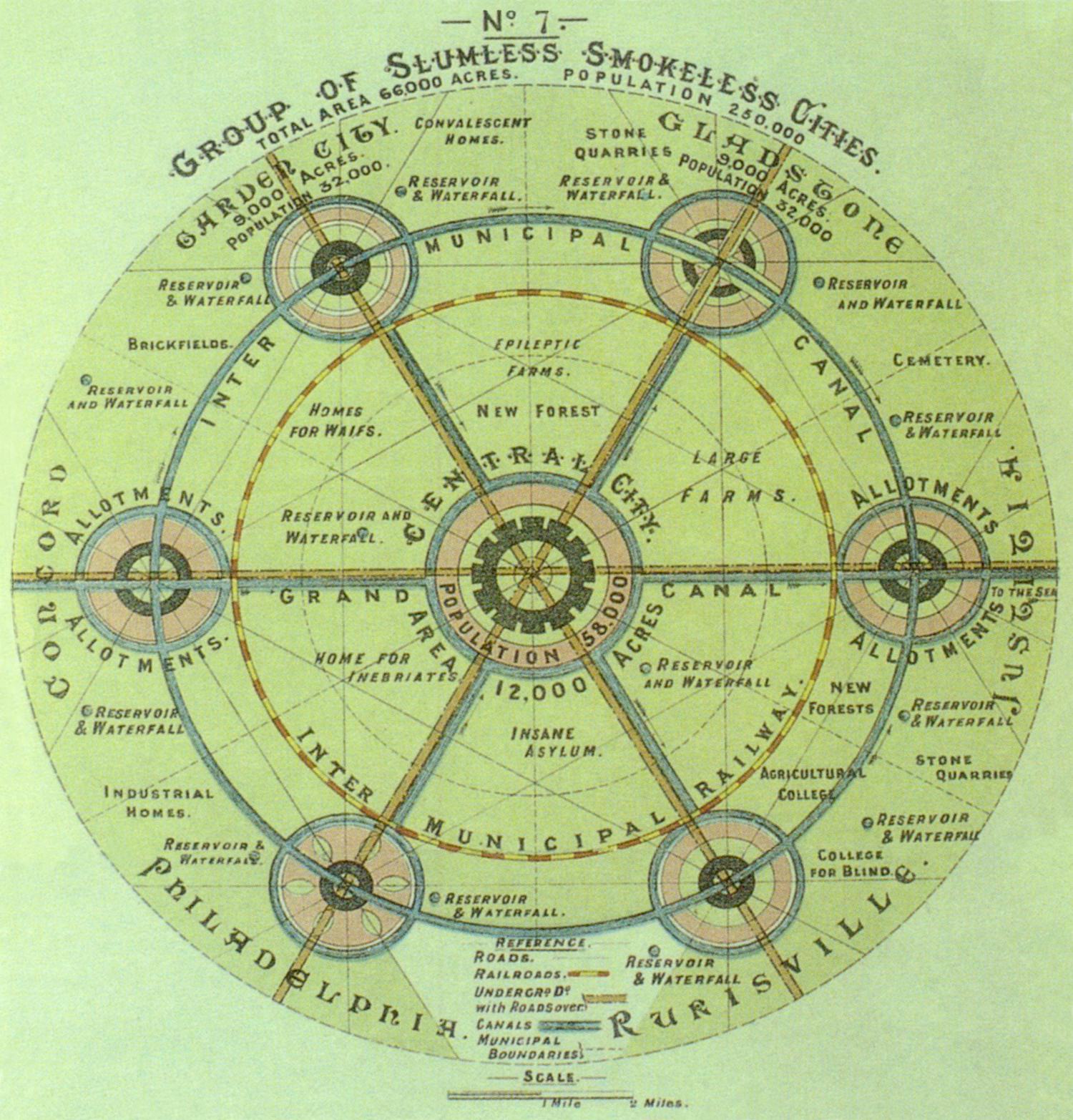
Das erste Gartenstadt-Konzept von Ebenezer Howard, 1902: Wohnstädte sind ringförmig um die Kernstadt angeordnet und mit ihr sternförmig durch Straßen, Eisenbahn und U-Bahn vernetzt sowie untereinander ringförmig verbunden.

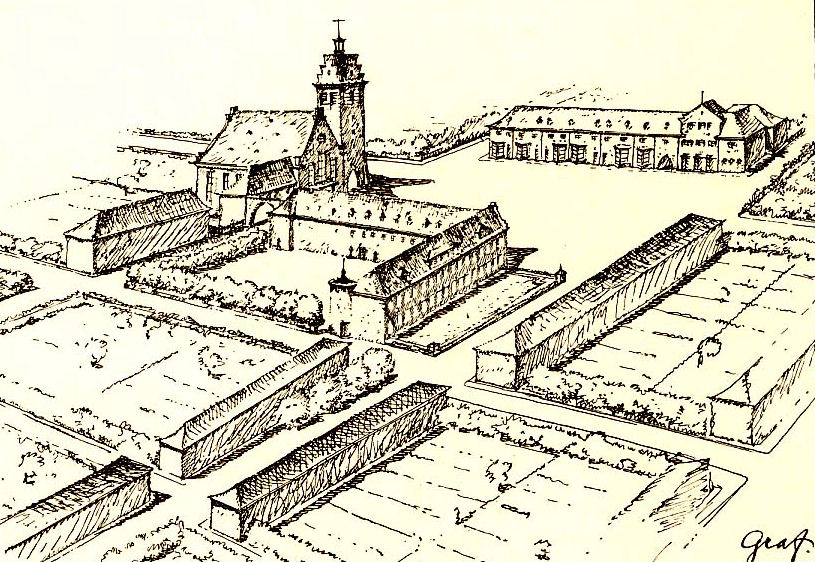
Städtebaulicher Entwurf für die Ludwigshafener Gartenstadt: Schule, Platz und Kirche

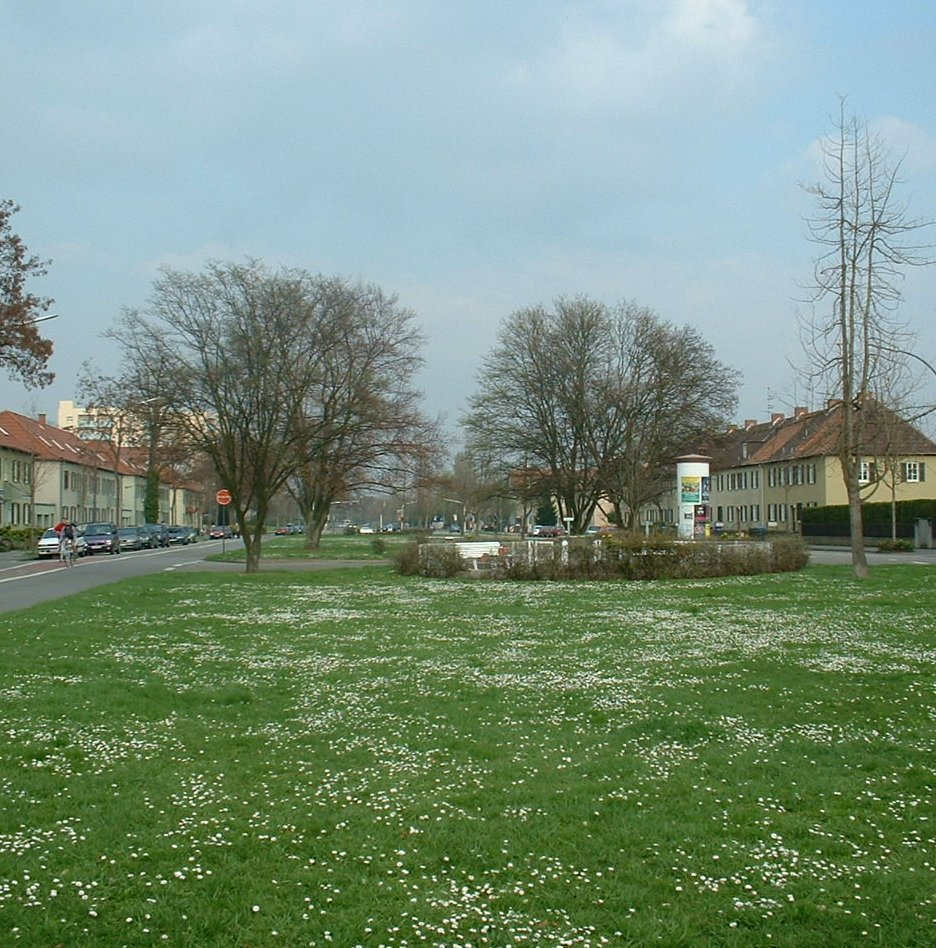
Raschigstraße in der Ludwigshafener Gartenstadt

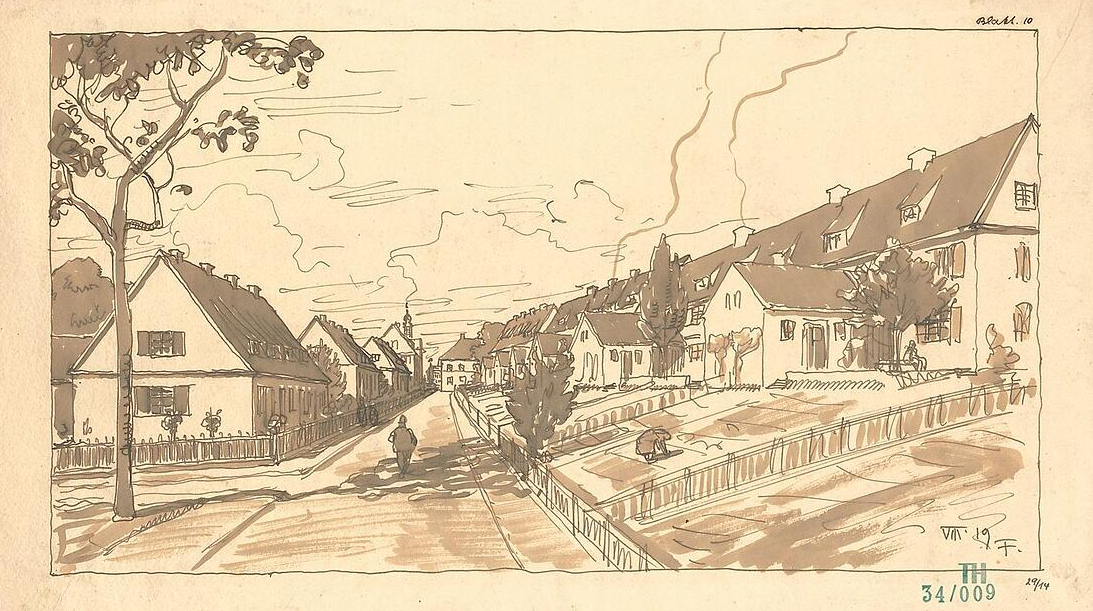
Entwurf einer Straßenflucht für den Schweinfurter Stadtteil Gartenstadt von Theodor Fischer, 1919

Die Gartenstadt ist ursprünglich ein von dem Briten Ebenezer Howard im Jahr 1898 in England entworfenes Modell der planmäßigen Stadtentwicklung als Reaktion auf die schlechten Wohn- und Lebensverhältnisse sowie die steigenden Grundstückspreise in den stark gewachsenen Großstädten.
Umgangssprachlich wird der Begriff heute für besonders begrünte Städte verwendet. Dadurch entstehen bei der Verwendung des Fachbegriffes oftmals falsche Assoziationen.

## Hintergrund und Ziele
Ebenezer Howard war Genossenschaftssozialist und nach einem gescheiterten Siedlungsexperiment in Amerika wieder nach London zurückgekehrt, wo er als Parlamentsstenograph arbeitete. Sein Ziel war, das rasante Wachstum, das britische Großstädte (vor allem London) im Zuge der Industrialisierung erfahren hatten, in geordnete Bahnen zu lenken. Statt eines unkontrollierten Wachstums neuer Stadtviertel am Rande der bestehenden Großstadt bzw. weiterer Verdichtung im Stadtinneren, die zur Bildung von Slums führt, schlug Howard die völlige Neugründung von Städten im Umland vor.
Der Spekulationsgewinn bei der Umwandlung von billigem Agrarland in wertvolles Bauland sollte der (genossenschaftlich organisierten) Allgemeinheit der neuen Stadt zugutekommen und einen großen Teil der Baukosten tragen. Der Boden bleibt genossenschaftlicher Gemeinbesitz und wird nur in Erbpacht verliehen. 1898 hieß Howards Buch noch To-morrow – A Peaceful Path to Real Reform, gemeint ist die genossenschaftssozialistische Lösung der Bodenfrage. Erst die zweite Auflage hieß Garden Cities of To-morrow.
Das Buch bewirkte die Entstehung der Gartenstadtbewegung, die zunächst auf die Gründung derartiger Gartenstädte zielte und damit auch sozialreformerische Ideen verband. Wichtig war die Mitbestimmung der Bewohner und lebenslanges Mietrecht.

## Die Struktur der Gartenstadt
Die Gartenstädte sollten im Umland großer Städte auf bisherigem Agrarland neu gegründet werden. Sie sollten aus sieben eigenständigen Teilen bestehen, mittelgroßen Städten, die durch breite Agrargürtel voneinander getrennt und durch Eisenbahnen miteinander verbunden wären. Damit sollte die bisherige strikte Trennung von Stadt und Land aufgehoben werden, um die Nachteile der Großstadt zu vermeiden und ihre Vorteile beizubehalten (etwa leicht erreichbare gute Kultureinrichtungen).
Ein häufig vergessener Aspekt der Gartenstadt-Konzeption ist die Nutzungstrennung: Die einzelnen Funktionen sollten konzentrisch angeordnet und durch breite Grünstreifen voneinander getrennt werden. Um einen gartenähnlich gestalteten zentralen Platz sollten die öffentlichen Gebäude angeordnet werden. Um diese sollte ein erster Parkring (und zwar 58 Hektar groß) angeordnet werden, der von einem etwa 600 Meter tiefen Ring mit Wohngebäuden umgeben wird. In der Mitte des Wohnringes sollte die Grand Avenue angelegt werden, die einen Grüngürtel besitzt, in dem Schulen, Kirchen und Spielplätze angeordnet werden sollten. Außerhalb des Wohnringes sollten die industriellen und gewerblichen Arbeitsplätze liegen.

## Die englische Gartenstadtbewegung
Die englische „Gartenstadtbewegung“ (Garden City movement) organisierte sich in der Garden City Association (Gartenstadtgesellschaft), die schließlich großflächig Land in der englischen Grafschaft Hertfordshire ankaufte und ab 1903 im Sinne der Bewegung bebaute, es entstand Letchworth Garden City. 1920 gelang die Gründung einer weiteren englischen Gartenstadt Welwyn Garden City. Nach dem Zweiten Weltkrieg folgten Dutzende staatlich gegründeter englischer New Towns rund um London.
Howards Skizzen zum Bau einer Gartenstadt waren sehr regelmäßig geometrisch: kreisrund in konzentrischen Kreisen, aber keineswegs als Baupläne gedacht. Die nach Plänen der Architekten Raymond Unwin und Barry Parker gebaute erste Gartenstadt Letchworth ist dagegen betont unregelmäßig mit bewusst „krummen“ Straßen entlang der Geländekonturen angelegt, die Häuser sind im traditionellen englischen Stil gebaut.
Diese besondere Bauweise der ersten Gartenstadt Letchworth, d. h. das architektonische und ästhetische Konzept, wurde zum Vorbild vieler Siedlungen im In- und Ausland, die sich ebenfalls „Gartenstadt“ nannten, obwohl sie mit dem ursprünglich zugrundeliegenden genossenschaftssozialistischen Modell überhaupt nichts zu tun haben.
Die daraus resultierende „Gartenstadtbewegung“ war eine städtebauliche Strömung. Sie propagierte ein Leben im Grünen, also Siedlungen mit Gärten zur Selbstversorgung, Parks und kleiner Industrie, das Einfamilienhaus mit Garten wurde zum Ideal der Wohnform.

## Die deutsche Gartenstadtbewegung
Die Gartenstadt-Idee fand auch in Deutschland starken Anklang, wo schon ab Mitte des 19. Jahrhunderts ähnliche Vorstellungen bei der Gründung großer Villenkolonien für das Bürgertum entwickelt worden waren (Marienthal in Hamburg, Lichterfelde-West, Alsen und später Grunewald in Berlin, die Dresdner Villen). Der Dresdner Schriftsteller und Obstzüchter Arthur Rothe (1867–1959) forderte 1910 die Umwandlung Deutschlands in eine Art „Gartenstadt“. In Deutschland entstanden mit fortschreitender Industrialisierung als Antwort auf die Probleme und Nöte der Arbeiter ab 1900 gemeinnützige Baugesellschaften.

### Deutsche Gartenstadt-Gesellschaft (DGG)
1902 wurde in Berlin die Deutsche Gartenstadt-Gesellschaft (DGG) gegründet. Zu den Gründern gehörten die aus dem Umfeld des Friedrichshagener Dichterkreises und der Neuen Gemeinschaft stammenden Brüderpaare Bernhard Kampffmeyer und Paul Kampffmeyer, Heinrich Hart und Julius Hart sowie Wilhelm Bölsche und Gustav Landauer. Erster Vorsitzender der DGG wurde Heinrich Hart. Zu den ersten Vorstandsmitgliedern gehörten Wilhelm Bölsche, Julius Hart, Fidus, Magnus Hirschfeld, Bernhard Kampffmeyer, Adolf Otto und Franz Oppenheimer. Nach dem Tod von Heinrich Hart übernahm Bernhard Kampffmeyer 1906 den Vorsitz in der DGG. Zu den Vorstandsmitgliedern gehörte auch Paul Schirrmeister.
Die DGG war nicht als Baugesellschaft angelegt, sondern wollte zunächst als lebens- und sozialreformerische Organisation für die Idee der Gartenstädte eintreten. § 1 der Satzung besagte: „Die deutsche Gartenstadt-Gesellschaft ist eine Propagandagesellschaft. Sie erblickt ihr Hauptziel in der Gewinnung des Volkes für die Begründung von Gartenstädten.“
Vortrags- und Lichtbildveranstaltungen sorgten für die Verbreitung der Gartenstadt-Idee. Auch eine Zeitschrift Gartenstadt wurde herausgegeben.

### Ziele der Deutschen Gartenstadt-Gesellschaft
Ihre sozialreformerischen Ziele formulierten die Gründer in den Statuten wie folgt: „Eine Gartenstadt ist eine planmäßig gestaltete Siedlung auf wohlfeilem Gelände, das dauernd in Obereigentum der Gemeinschaft gehalten wird, derart dass jede Spekulation mit dem Grund und Boden unmöglich ist.“
Mit dieser ursprünglichen Zielsetzung ging man weit über das hinaus, was Villenkolonien oder der Werkswohnungsbau leisten wollten. Die Ziele der Deutschen Gartenstadt-Gesellschaft beziehen sich auf die folgenden zwei Kernpunkte:
1. Städtebaulich sollen mit einer weiträumigen und niedrigen Bauweise der Gartenstädte gesunde Wohnungen geschaffen werden, die auch einen Zugang zu eigenem Garten einschließen.
2. Nach genossenschaftlichem Prinzip gibt es ein Gemeineigentum an Grund und Boden. Der durch die Umwandlung von Ackerland in neugeschaffene Wohnfläche erzielte Wertzuwachs verbleibt in der Gemeinschaft, und eine Bodenspekulation wird vermieden. Mieten werden nach dem Kostendeckungsprinzip erhoben und bleiben dauerhaft niedrig. Die Mieter sind zugleich Genossenschaftsmitglieder und erhalten ein von Seiten der Genossenschaft praktisch unkündbares Dauerwohnrecht.

### Die ersten deutschen Gartenstädte

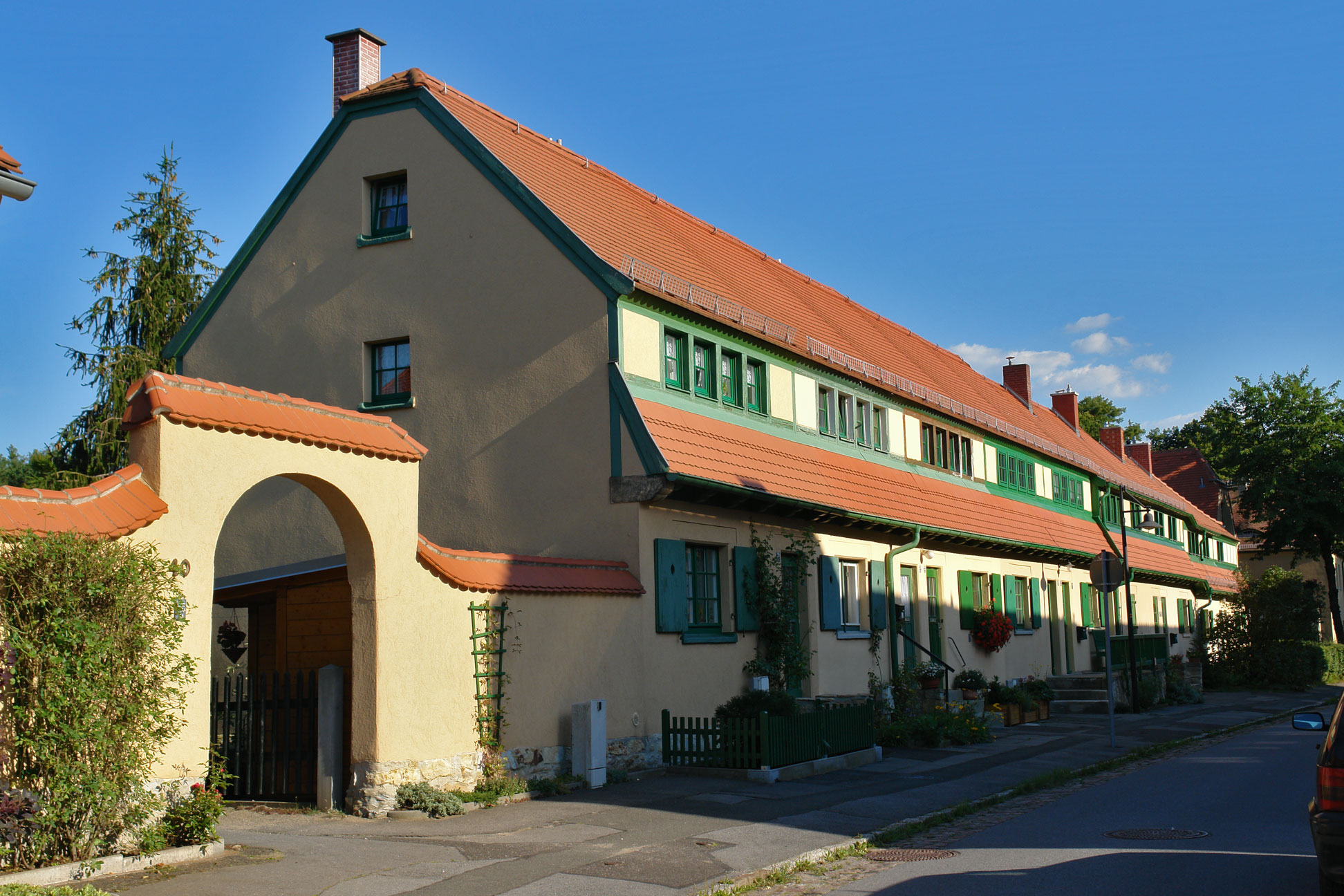
Typisches Haus der Gartenstadt Hellerau

Im gleichen Jahr, in dem sich die DGG gründete, kaufte Bruno Wilhelmi – der Gründer der Kolonie „Eden“ bei Oranienburg – in Woltersdorf bei Berlin einen Großteil der dortigen Ackerflächen, um ab 1903 die von der Gartenstadtbewegung inspirierte Siedlung „Schönblick“ anzulegen. Die vollständige Umsetzung der Gartenstadt-Konzeptes – mit einem zentralen Platz – scheiterte jedoch, da ein Bauer seine Ackerflächen in der Mitte der Siedlung nicht verkaufte.
Hellerau (seit 1950 Stadtteil Dresdens) war – geplant ab 1906, gebaut ab 1909 – die erste, zugleich vollständigste und radikalste Verwirklichung einer Gartenstadt in Deutschland. Der Dresdner Möbelfabrikant Karl Schmidt gründete zur Umsetzung seiner sozialreformerischen Pläne gemeinsam mit dem Architekten Richard Riemerschmid die Gartenstadt Hellerau GmbH. Mit dem 1911/12 errichteten Festspielhaus erhielt der Ort auch früh eine Bedeutung als Kulturzentrum. Infolge der schon 1955 erfolgten Denkmalschutz-Einstufung ist die Hellerauer Gartenstadt noch heute annähernd im Originalzustand erhalten.
In Nürnberg entstand nach den Gestaltungsgrundsätzen der Gartenstadtidee ab 1907 die Wohnkolonie am Rangierbahnhof als Eisenbahnersiedlung unter anderem durch German Bestelmeyer. Ab 1910 entstand südlich Nürnbergs der Stadtteil Gartenstadt nach Plänen von Richard Riemerschmid u. a. sowie die MAN-Werksiedlung Werderau. Alle drei Siedlungen stehen unter Denkmals- und Ensembleschutz.
Auch das Augsburger Thelottviertel wird als erste Gartenstadt Deutschlands bezeichnet. Baubeginn war 1907, die Fertigstellung erfolgte 1929.
Die seit 1909 entstandene Krupp-Siedlung Margarethenhöhe in Essen wird oft ebenfalls als erste deutsche Gartenstadt bezeichnet (geplant von Georg Metzendorf/Kruppsches Baubüro), sie ist aber „Gartenstadt“ nur in Hinblick auf die Bauweise. Ein genossenschaftliches Konzept fehlt hier völlig. Eine weitere frühe Gartenstadt entstand in Neumünster ab 1910.
Die 1905 in Karlsruhe-Rüppurr von Hans Kampffmeyer, dem jüngeren Cousin von Bernhard Kampffmeyer, mitgegründete Gartenstadt-Genossenschaft folgt dagegen dem ganzheitlichen, sozial geprägten Anspruch der englischen Gartenstadtbewegung und schloss in einer Art Bündnis Volkswirte, Sozialreformer, Architekten, Hygieniker, Kommunalpolitiker, Genossenschaftler und Verleger zusammen.
Eine weitgehend unverändert erhaltene Gartenstadtsiedlung, die zwischen 1912 und 1955 erbaute Knerling-Siedlung, befindet sich in Altena. Sie wurde von der Altenaer Baugesellschaft errichtet und am 29. April 2010 durch Denkmalbereichssatzung der Stadt Altena unter Schutz gestellt.

### Realpolitik und Wandel
Bereits ab 1904 nahm die Gartenstadt-Gesellschaft Abschied von der Utopie einer Gesellschaftserneuerung und wollte sich fortan nur noch für eine konsequente Bodenreform einsetzen. Auch die Idee der autarken und autonomen Gartenstadt wurde zunehmend zugunsten von Wohnsiedlungen, Gartenvorstädten und Erweiterung von Städten im Sinne der Gartenstadt aufgegeben. Man orientierte sich also am Gängigen und Machbaren. Mit dieser bürgerlich-reformerischen Linie, für die wesentlich Hans Kampffmeyer stand, öffnete sich die Gartenstadt-Bewegung weiteren Bevölkerungskreisen.
Der Vorstand der Deutschen Gartenstadt-Gesellschaft hatte im Jahr 1909 mit Bernhard Kampffmeyer, Paul Kampffmeyer, Adolf Otto und Franz Oppenheimer nur noch wenige der ursprünglichen Gründungsmitglieder. Hinzu kamen Carl Johannes Fuchs, Paul Schultze-Naumburg, Werner Sombart, Joseph August Lux, Ferdinand Avenarius, Peter Behrens, Richard Riemerschmid, Hermann Muthesius und Karl Schmidt. Schmidt, Muthesius und Riemerschmid waren bereits 1906 maßgeblich an der Gründung Helleraus beteiligt und brachten reale Erfahrungen mit in den Vorstand.
Im Jahre 1909 führte Bernhard Kampffmeyer zusammen mit Adolf Otto eine Exkursion der DGG zu englischen Gartenstädten durch, die maßgeblich die weitere Entwicklung beeinflusste. 1909 wurde der Begriff Gartenstadt bereits inflationär für unterschiedlichste Formen von Siedlungen benutzt und war teilweise zum Spielball von Baugesellschaften geworden. Kampffmeyer klagte: „Das Wort Gartenstadt ist zu einem großen Sammelbegriff geworden, in den man heute ziemlich unterschiedslos die verschiedensten Siedlungsgebilde hinein wirft – ohne Rücksicht auf soziale Grundlagen und Ziele.“ Bernhard Kampffmeyer entwickelte aus den Erfahrungen der Studienreise einige theoretische Überlegungen zu den Begriffen ‚Gartenstadt‘, ‚Gartendorf‘ und ‚Gartenvorstadt‘, die er zusammengefasst 1919 publizierte.

### Bilanz der Bautätigkeit
Der Beginn des Ersten Weltkrieges stoppte oder verhinderte zunächst die Ausführung vieler Pläne, und die Bautätigkeiten mussten zeitweilig eingestellt werden.
Am Ende und nach dem Ersten Weltkrieg kam es im Deutschen Reich durch Arbeitskräftemangel in der Landwirtschaft, Reparationsforderungen, die freigesetzten und arbeitslosen Soldaten und die Flüchtlingsströme zu ernsten Versorgungs-, Ernährungs- und Unterbringungsengpässen. Der Begriff Steckrübenwinter ist teilweise heute noch in Erinnerung. Direkt nach dem Ersten Weltkrieg wurden nun an vielen Orten auf ehemaligem Ackerland mit geringstem baulichen Aufwand im Rahmen von Genossenschaftsmodellen Wohnsiedlungen erbaut, die den Menschen schnell günstigen Wohnraum und die Möglichkeit zur Selbstversorgung schaffen sollten. Deshalb besaßen die Häuser ausreichend große Gartengrundstücke (z. B. rd. 1200–1300 m² für zwei Familien), um in gewissem Umfang Gemüse und Obst anbauen und Kleintierhaltung betreiben zu können.
Ein Beispiel hierfür ist die Siedlung Daheim des gleichnamigen Genossenschaftsvereins in Berlin-Mariendorf östlich der Trabrennbahn. Hier wurden auf erworbenem Ackerland zweistöckige Doppelhäuser für je vier Familien nach Typenplänen von 1919 bis 1923 in einer Sparbauweise errichtet und in den folgenden Jahren entsprechend den finanziellen Möglichkeiten der Genossenschaft schrittweise vervollständigt. Die Außenwände wurden z. B. als Hohlwände mit auf der Schmalseite stehenden Ziegeln gebaut (Tauberwand), um den Materialbedarf zu verringern. Die Balkenlagen der Zwischendecken und der Dachkonstruktionen haben relativ große Abstände von etwa einem Meter; oft wurde auch Altholz aus Abbruchhäusern verwendet. Die Genossenschaftsmitglieder waren am Aufbau der Siedlung mit beteiligt.
Zu einem der bedeutendsten Vertreter dieser Bauweise wurde nach dem Ersten Weltkrieg der Architekt Paul Schmitthenner, der seit 1913 an der Ausführung verschiedener Gartenstädte beteiligt war, und der vielfach über Gartenstädte und „Volkswohnhäuser“ nach deren Prinzipien publizierte.
Nach dem Ende des Zweiten Weltkrieges blieb von der Idee der Gartenstadt nurmehr das Einfamilienhaus als Wohnideal übrig.
Die unmittelbar in Gartenstädten geschaffenen Wohneinheiten blieben eine sehr geringe Zahl gegenüber den von anderen Wohnungsbaugesellschaften und dem Werkswohnungsbau geschaffenen Wohneinheiten. Die Wirkung der Gartenstadt-Idee beeinflusste aber die Stadtplanung nachhaltig.

## Die Rezeption durch den Nationalsozialismus

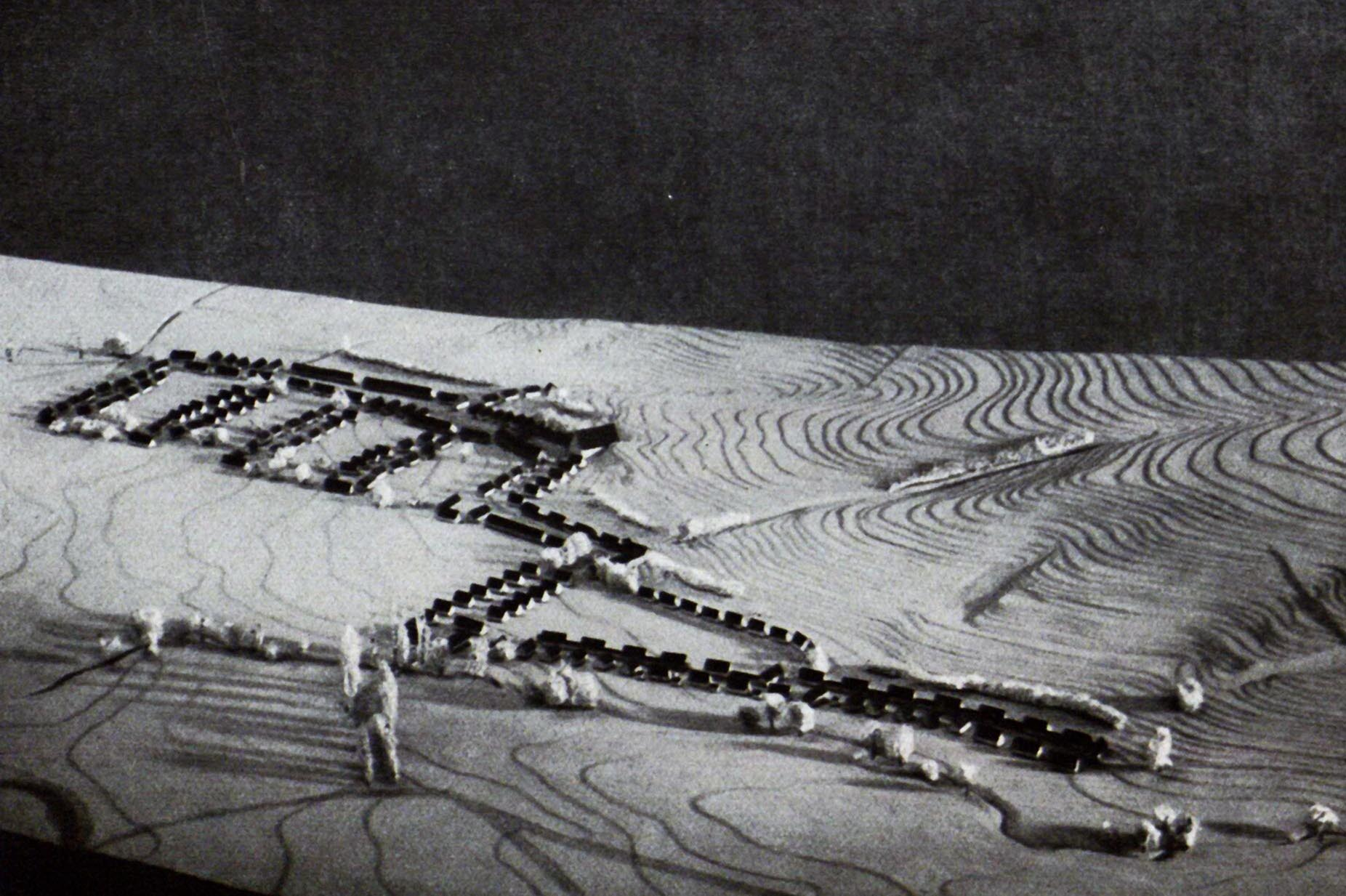
Modell der Gartenstadt Bad Neustadt an der Saale, das 1939 in der Zeitschrift Bauen, Siedeln, Wohnen veröffentlicht wurde. Zu Beginn als Vierjahresplan-Siedlung stand sie bei ihrer Gründung klar im Geist der damaligen Machthaber

In schroffem Gegensatz zum emanzipatorischen Gehalt von Howards ursprünglichem Gartenstadtgedanken steht dessen Rezeption durch rechte Strömungen. Schon 1896, also zwei Jahre vor dem Erscheinen der englischen Erstausgabe von Howards Buch, war ein ähnliches Konzept in Deutschland erschienen, dort verbunden mit antisemitischer Polemik. Von da an führt die begriffliche Verbindung von „ländlicher“ Stadt und „Gemeinschaft“ bis in die Zeit des Nationalsozialismus. Hans Bernhard Reichow veröffentlichte 1941 den Aufsatz Grundsätzliches zum Städtebau im Altreich und im neuen deutschen Osten, in dem er für die von ihm erwarteten neuzugründenden Städte vor allem in den „Kolonisationsgebieten des neuen deutschen Ostens“ Richtlinien aufstellte, die sich im Wesentlichen an der Vorstellung der „Stadtlandschaften“, das heißt der Gartenstädte, orientierten. Trotz der Formulierung „Hier wird […] auf die geistigen und idealen Bindungen des neuen Städtebaues im Hinblick auf die Gesamtform der Stadt und ihre Erscheinung als Ausdruck einer wiedergewonnenen und neuen Gemeinschaft einzugehen sein“ fehlt in Reichows Aufsatz die Reflexion über die Art dieser Gemeinschaft sowie ihr Verhältnis zur baulichen Gestalt der neuen Städte. Die Spuren der Gartenstadtvorstellung lassen sich bis in offizielle Verlautbarungen des nationalsozialistischen Regimes verfolgen. In einer Allgemeinen Anordnung vom 30. Januar 1942 (Richtlinien für die Planung und Gestaltung der Städte in den eingegliederten deutschen Ostgebieten) des Reichsführers SS, Heinrich Himmler, in seinem Amt als Reichskommissar für die Festigung deutschen Volkstums heißt es: 

„Die Grüngebiete sind als ein zusammenhängendes System auszubilden, das vom Stadtinneren in die freie Landschaft überleitet. […] Durch ein an die Wohngebiete anschließendes Netz öffentlicher Fuß- und Radwege sind die innerstädtischen Grünflächen mit Wäldern, Wasserflächen und sonstigen landschaftlich schönen Teilen der Umgebung in Verbindung zu bringen.“

### Gartenstädte im Luftkrieg
Im zitierten Aufsatz schrieb Reichow: „Im Rahmen dieser Gesamtorganisation entwickelt sich die Siedlungsform aus einem zellenmäßigen Aufbau, der dem neuen politischen Aufbau entspricht und zugleich Wehr- und Luftschutzgesichtspunkten Rechnung trägt.“ Woran er dabei vermutlich dachte, war schon 1938 in den Richtlinien für den baulichen Luftschutz im Städtebau ausgeführt worden, die der Reichsarbeitsminister herausgegeben hatte. Die Bebauung sollte weiträumig sein, mit großen Freiräumen zwischen den Gebäuden, weil aufgelockerte Bebauung nicht so anfällig gegen Zerstörungen durch Bombenabwürfe ist wie die enge Bauweise der traditionellen Städte, und weil sich in weiträumigen Flächen zwischen den Häusern für die Bevölkerung eher Ausweich- und Fluchtmöglichkeiten bieten.

Anfang 1944 berichteten Konstanty Gutschow und Rudolf Hillebrecht, beide Mitglieder im Arbeitsstab für den Wiederaufbau bombenzerstörter Städte, im Auftrag Albert Speers über Kriegszerstörungen in deutschen Städten und entwickelten Konzepte zum Wiederaufbau. Auch hier heißt es: 

„Die städtebaulichen Mängel einer modernen Großstadt in engem Gewand einer historischen Altstadt werden durch den Luftkrieg unterstrichen (Gegenbeispiel Paris). […] Niedrige Besiedlungsdichten städtebaulich und luftverteidigungsmäßig Vorzüge. Bandstadt Ausdruck für aufgelockerte, gegliederte Bebauung mit vielen Vorzügen. […] Auch sonst vom Städtebauer gestellte Aufgaben an neuen, aufgelockerten und gegliederten Stadtbau mit geringen Besiedlungsdichten und Flachbauweise werden durch Luftkriegserfahrungen als richtig unterstrichen.“

Der Gedanke an den Luftkrieg schien auch in der Bundesrepublik nicht absurd zu sein. Rudolf Hillebrecht, nach dem Krieg als langjähriger Stadtbaurat von Hannover von großem Einfluss auf den Wiederaufbau in der Bundesrepublik, sagte 1981: 

„[…] wenn man miterlebt hat, wie Tausende von Menschen auf den Straßen verbrannt und zusammengekrümmt wie kleine Pakete gelegen haben, dann konnte dieses Erlebnis mitbestimmend sein für die Dimensionierung von Schneisen – von Schneisen, die man sich schon aus ökonomischen Gründen nur als Straßen- und nicht als Grünschneisen erlauben konnte. […] Bei diesem Luftschutzmotiv aber muß ich bekennen, daß das unter uns ‚top secret‘ war; keiner hat darüber geredet. […] wir haben uns gesagt, das ist ein Thema, das wir nicht in die Öffentlichkeit bringen und auch nicht im Rat sagen können.“

## Gartenstädte als weltweites Konzept
Bedenken wegen des relativ großen Flächenverbrauchs verhinderten in Europa (und hier besonders in der Bundesrepublik Deutschland) zunächst eine weiterreichende Verbreitung, während in den Vereinigten Staaten großflächige Wohngebiete entstanden und das eigene Haus mit Garten für nahezu alle Bevölkerungs- und Einkommensschichten realisiert werden konnte. Der schon früh erreichte hohe Motorisierungsgrad der US-Amerikaner beschleunigte in Verbindung mit einer deutlich preiswerteren Holzbauweise diese Entwicklung.
Noch vor den städtebaulichen Modellen der Bandstadt und der Ville Radieuse von Le Corbusier wurde das Gartenstadt-Modell zum folgenreichsten Modell städtebaulicher Planung im 20. Jahrhundert.
Songjiang New City ist eine 604 km² umfassende Neubausiedlung im gleichnamigen Bezirk von Shanghai. Die Gartenstadt ist das englische Thema eine von neun Siedlungen des Projektes One City, Nine Towns. Sie wurde ab 2001 für 500.000 Einwohner gebaut. Sie enthält die Thames Town.

## Gartenstädte im D-A-CH-Raum
Echte Gartenstädte sind im deutschsprachigen Raum nicht gegründet worden. Dabei nimmt Hellerau eine Ausnahmestellung ein: Hier waren in der Zeit der Gründung außer der formalen Selbstständigkeit alle Kriterien einer echten Gartenstadt erfüllt. Das Gelände gehörte flächenmäßig damals zu Klotzsche und wurde von der extra gegründeten Gartenstadt Hellerau GmbH erschlossen. Die Eingemeindung nach Dresden erfolgte 1950.
Hamburg plant im Stadtteil Billstedt die „Neue Gartenstadt Öjendorf“ zu bauen.

### Deutschland

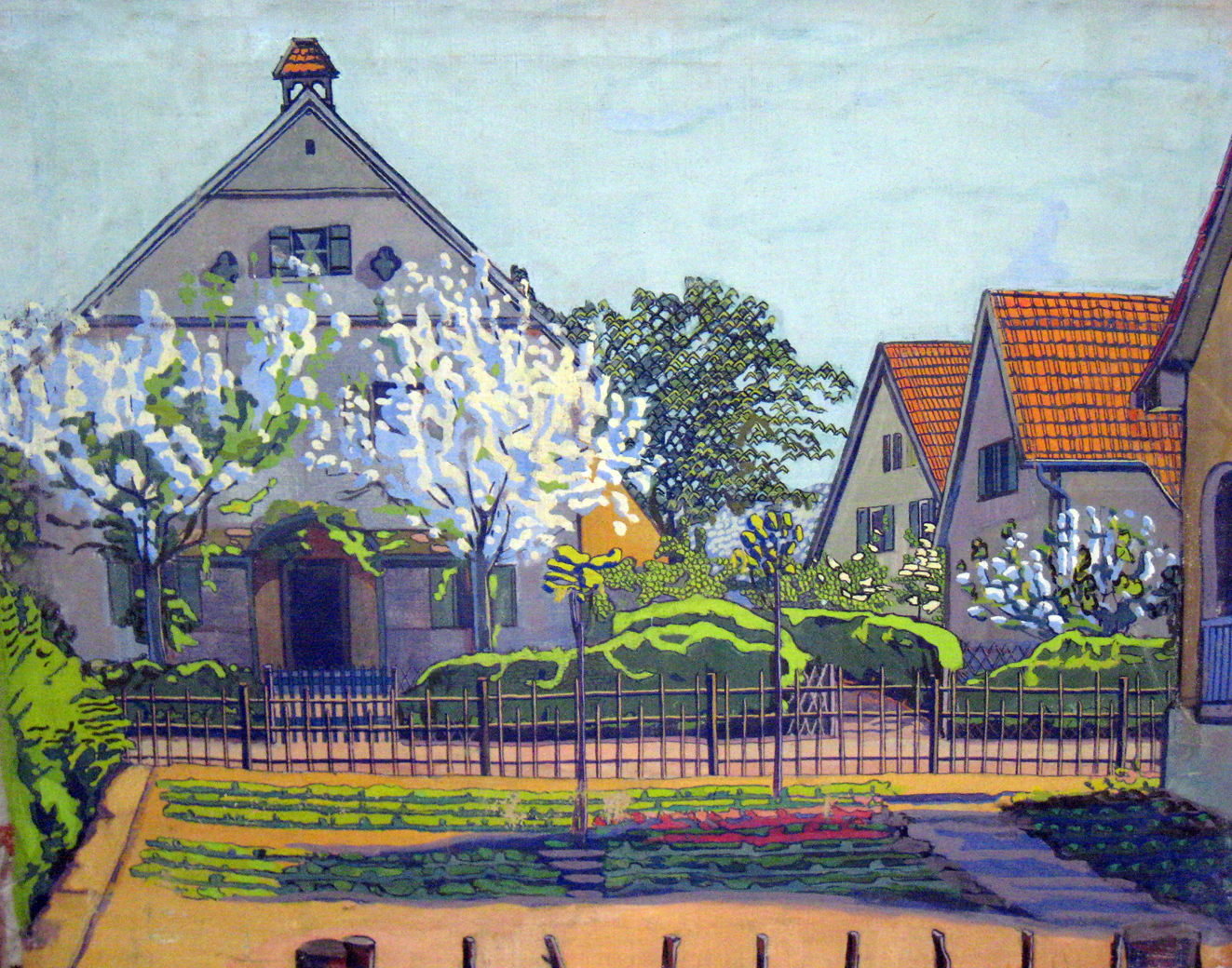
Um 1900 zeigte Alexe Altenkirch mit ihren Gemälden, wie sie sich als Künstlerin die Gartensiedlung Gronauerwald vorstellte.

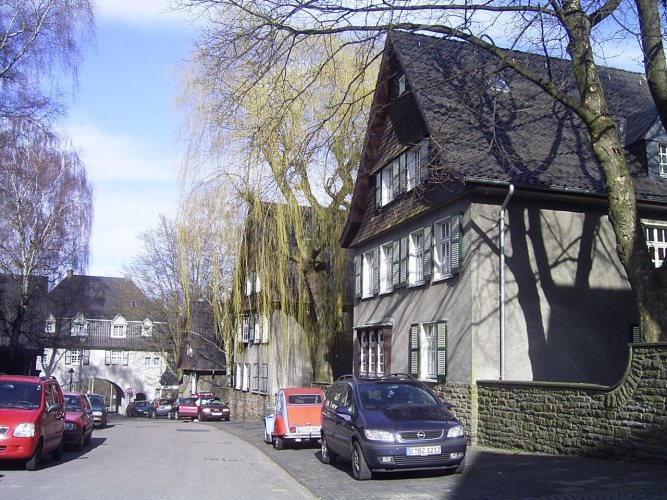
Margarethenhöhe, Essen

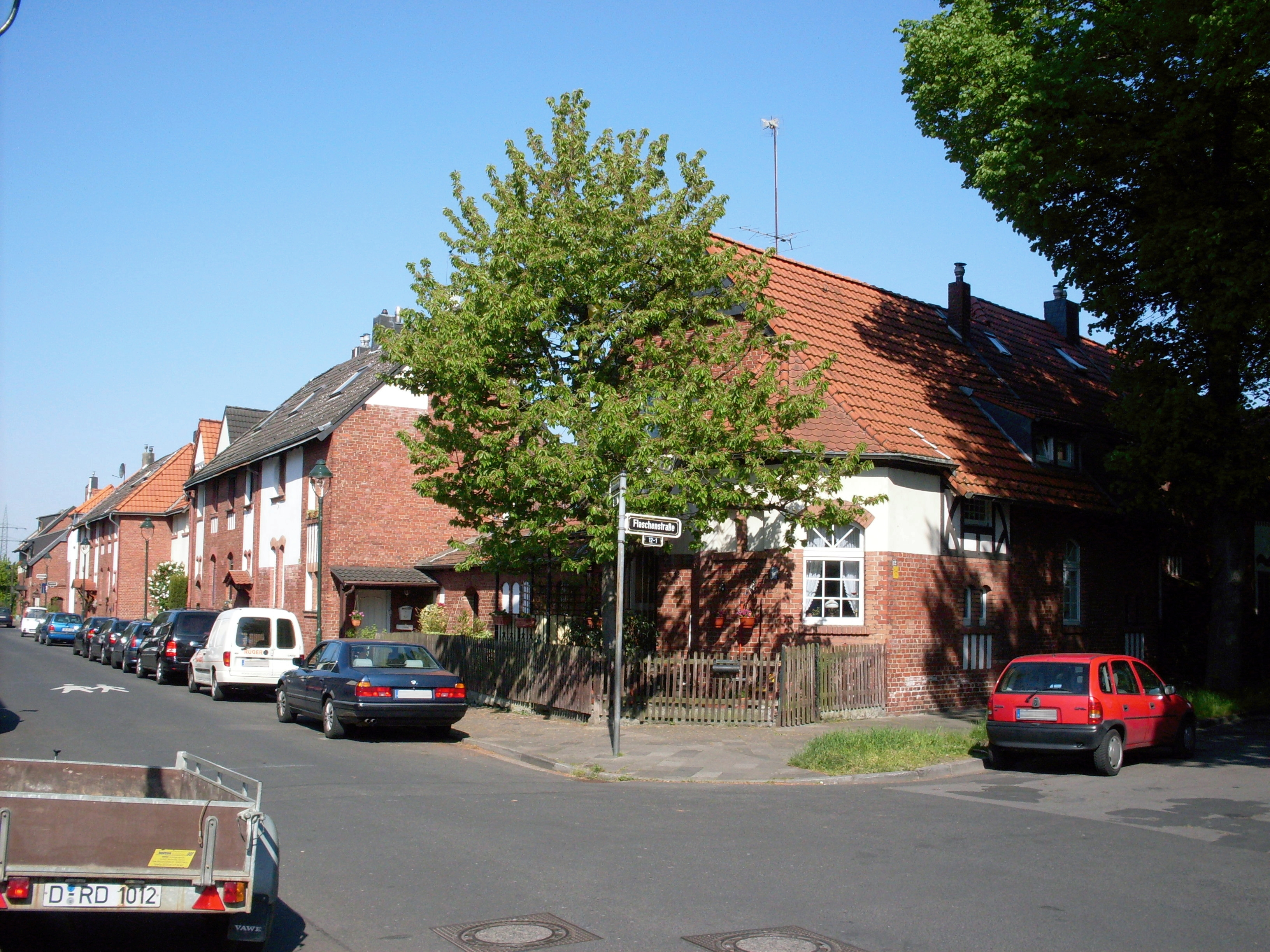
Meistersiedlung der Gerresheimer Glashütte

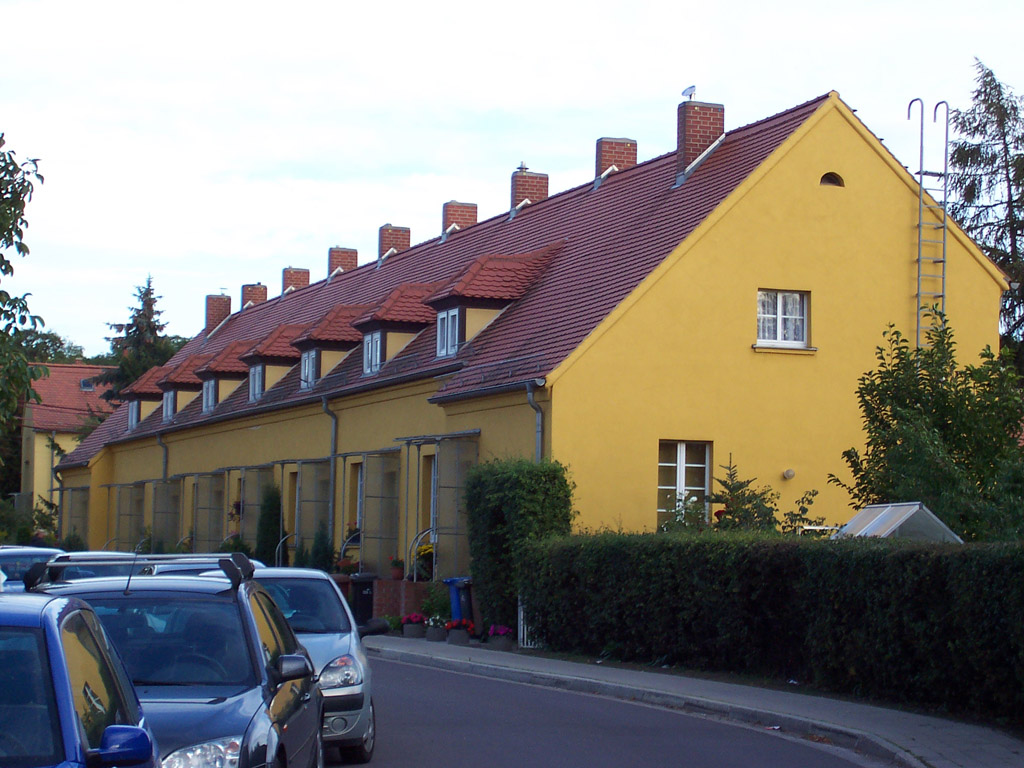
Magdeburg-Reform

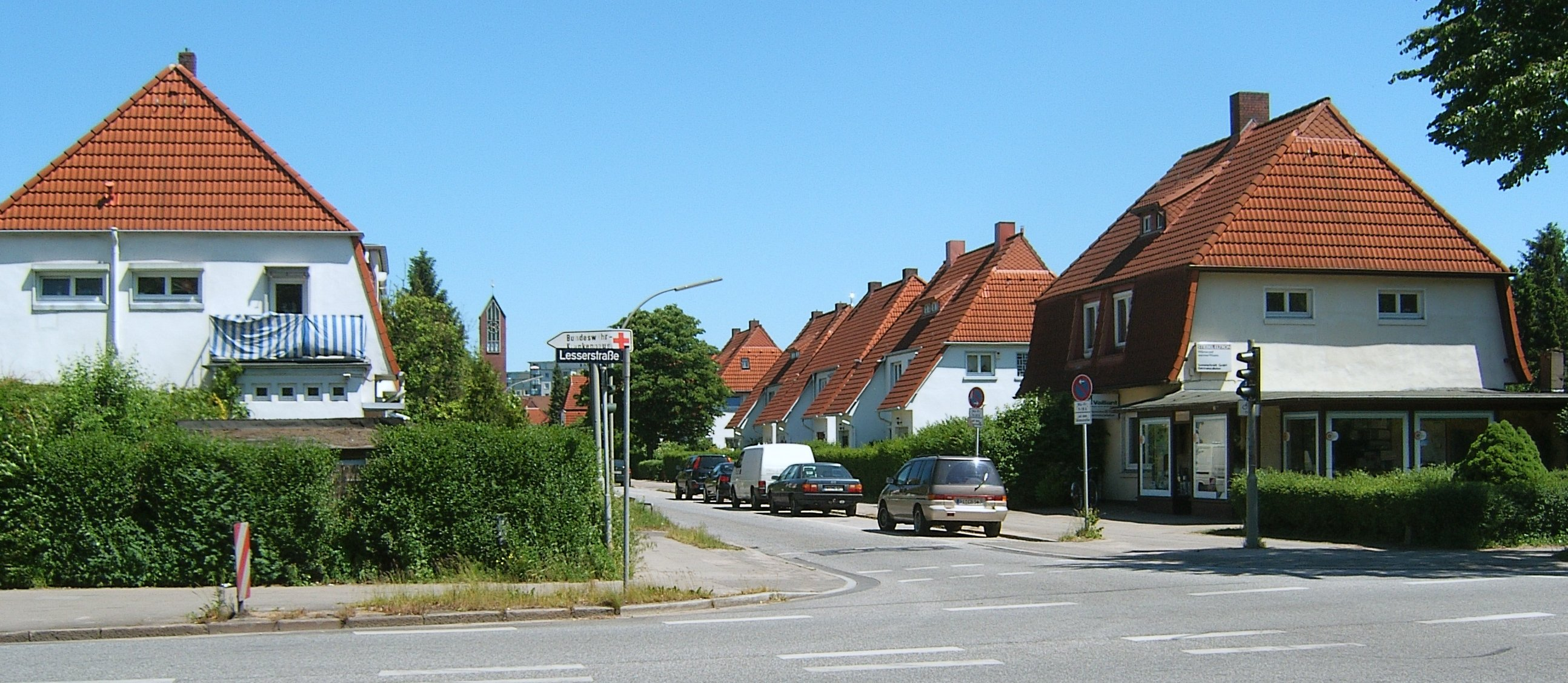
Hamburg: Gartenstadt Wandsbek

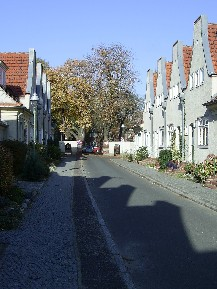
Staaken, Sicht entlang der Straße Am Pfarrhof

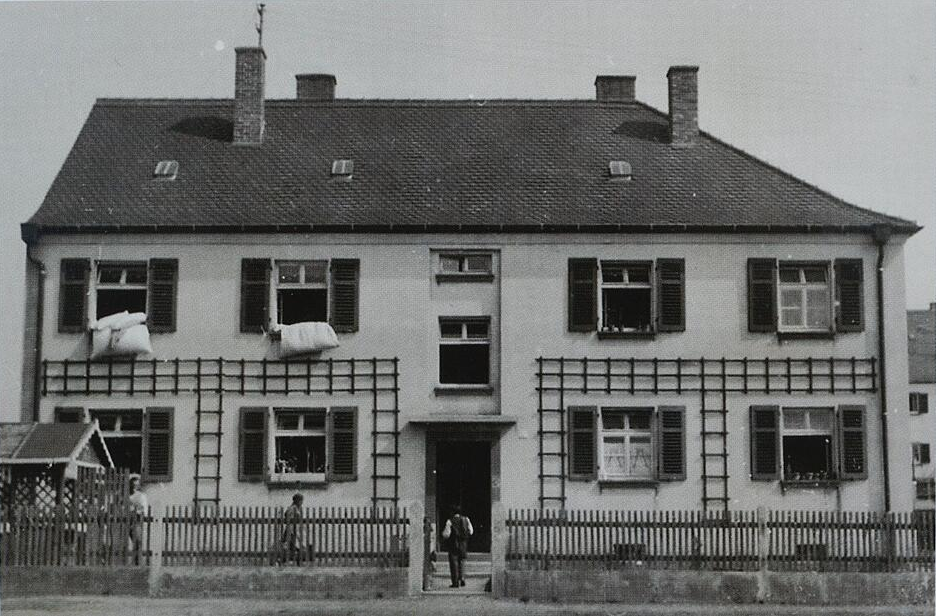
Schweinfurt, Stadtteil Gartenstadt (ab 1920). Wohnhaus aus den 1930er Jahren

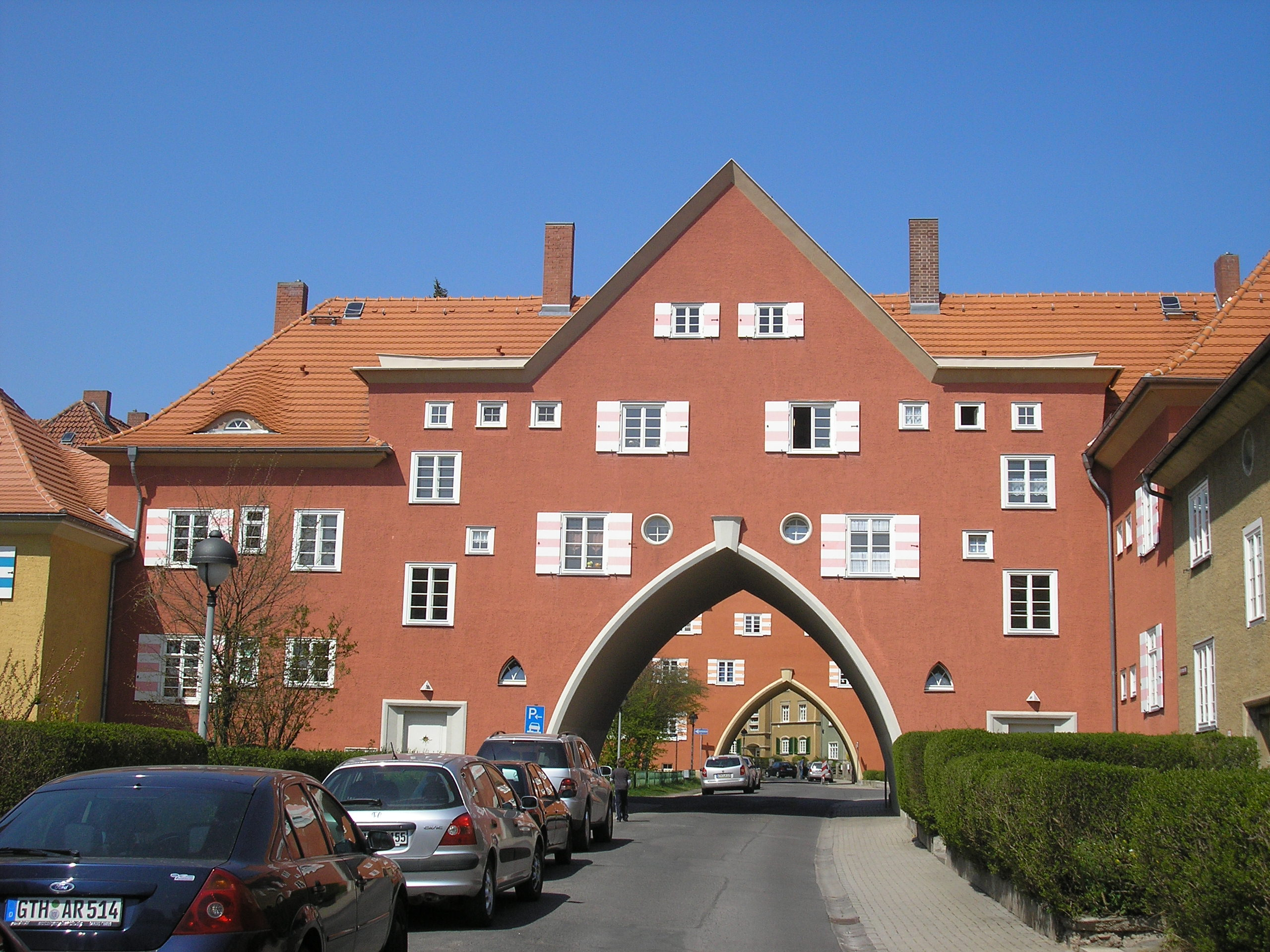
Die Gartenstadt Am Schmalen Rain in Gotha (1927/28)

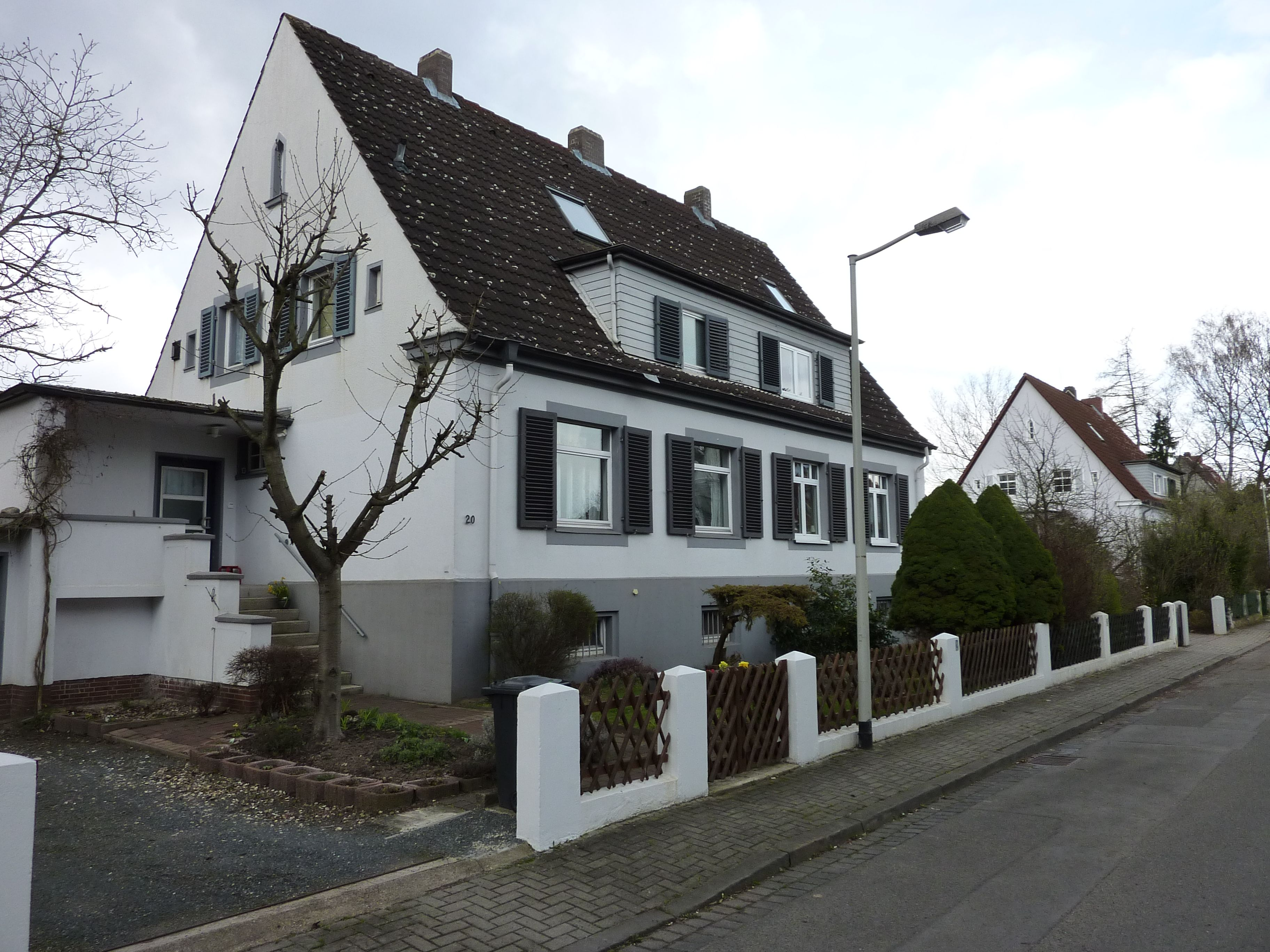
Gartenstadt Hannover-Kirchrode

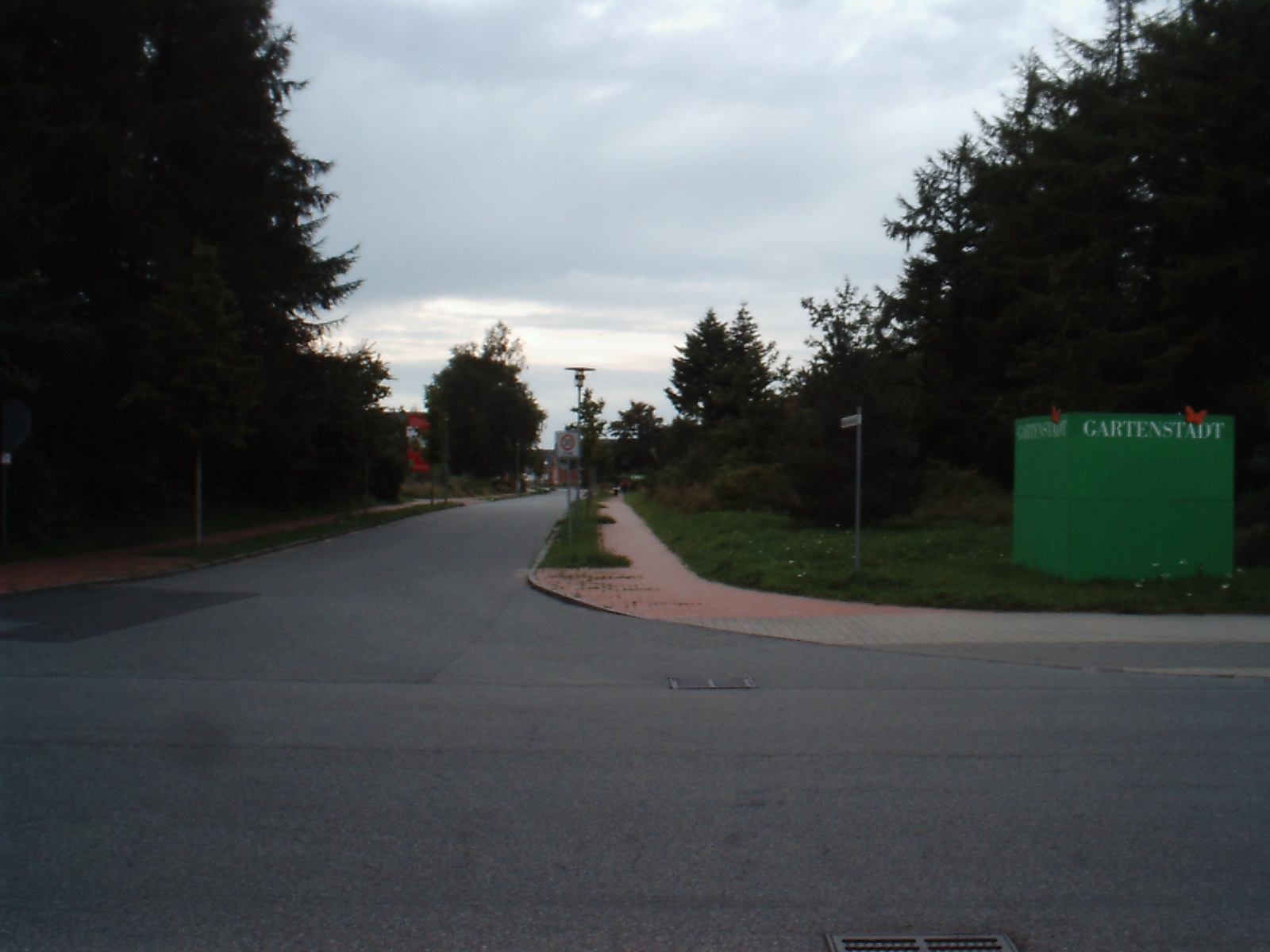
Einfahrt der Gartenstadt Weiche in Flensburg

- 1893 gegründet: Eden Gemeinnützige Obstbau-Siedlung bei Oranienburg
- ab 1897: Gartensiedlung Gronauerwald in Bergisch Gladbach, denkmalgeschützt seit 2010
- ab 1900: Gartenstadt Neubiberg bei München
- 1902/03: Schönblick in Woltersdorf bei Berlin, gegründet von Bruno Wilhelmi, einem Anhänger und Freund von Adolf Damaschke
- 1906 bis 1915 errichtet: Krupp-Siedlung Dahlhauser Heide im Bochumer Stadtteil Hordel nach Plänen von Robert Schmohl
- 1906 Meistersiedlung in Düsseldorf-Gerresheim nach Plänen von W. Jacobi
- 1907 bis 1915 erbaut: Gartenstadt Marga im Senftenberger Ortsteil Brieske
- 1907 gegründet: Gartenstadt Karlsruhe in Karlsruhe-Rüppurr
- 1907 bis 1929 erbaut: Augsburger Thelottviertel
- 1907 bis 1924: Bergarbeiterstadtteil Dinslaken-Lohberg
- 1908 gegründet: Gartenstadt Hellerau (heute Dresden-Hellerau, beteiligt waren namhafte Architekten wie Heinrich Tessenow, Richard Riemerschmid, Hermann Muthesius, Kurt Frick)
- 1908 erbaut: Gartenstadt in Nürnberg
- seit 1909 entstanden: Siedlung Teutoburgia in Herne-Börnig
- 1909 entwickelt: Gartenstadt Hohenhagen in Hagen, Projekt von Karl Ernst Osthaus unter Beteiligung verschiedener Architekten, u. a. Bruno Taut, Walter Gropius, van de Velde
- 1909 gegründet: Siedlung Heimland bei Rheinsberg in Nordbrandenburg, initiiert von Theodor Fritsch
- 1909 bis 1934/38: Gartenstadt Margarethenhöhe in Essen, in 29 Bauabschnitten errichtet unter Leitung von Georg Metzendorf
- 1909 gegründet: Gartenstadt Hüttenau in Hattingen-Welper nach Plänen von Georg Metzendorf
- ab 1909 erbaut: Gartenstadt Meererbusch in Büderich (heute Teil von Meerbusch) zwischen Düsseldorf und Krefeld
- 1909 gegründet: Baugenossenschaft Gartenstadt in Rastatt[11]
- 1909 gegründet: Baugenossenschaft Gartenstadt in Ansbach
- 1910 begonnen: Gartenstadt Hohenschönhausen im heutigen Berliner Ortsteil Alt-Hohenschönhausen
- 1910 begonnen: Gartenstadt Frohnau
- 1910 gegründet: Gartenstadt in Neumünster
- 1910 bis 1922 erbaut: Stadtteil Magdeburg-Reform in Magdeburg
- 1910 gegründet: Gartenstadt Wandsbek, heute zu Hamburg-Wandsbek
- ab 1910: Gartenstadt Kronshagen
- ab 1910: Gartenstadt Werderau in Nürnberg[12]
- 1911 gegründet: Gartenstadt in Dresden-Briesnitz
- 1911 begonnen: Gartenstadt Luginsland in Stuttgart
- ab 1911 geplant: Stadtteil Emst in Hagen
- ab 1912 geplant: Gartenstadt Falkenberg, heute zu Berlin-Altglienicke, sogenannte „Tuschkasten-Siedlung“, Architekt Bruno Taut
- 1912 bis 1913 erbaut: Gartenvorstadt Marienbrunn in Leipzig, anlässlich der Internationalen Baufachausstellung
- ab 1912 erbaut: Gartenstadt Mannheim von der Mannheimer Gartenvorstadt-Genossenschaft
- ab 1912 bis 1956 erbaut: Gartenstadt Oberesslingen in Oberesslingen einem Stadtteil von Esslingen am Neckar, in den ersten Jahren nach Entwurf (1912) von Jacobus Goettel
- ab 1912 erbaut: Stadtteil Heinrichsgrün in Gera als erste Gartenstadt Thüringens durch Clemens Weisker
- ab 1913 erbaut: Gartenstadt Erfurt von der Gemeinnützigen Baugenossenschaft Gartenstadt Erfurt GmbH
- 1913 bis 1914 erbaut: Gartenstadt Staaken am Rande von Spandau, heute zu Berlin-Staaken
- ab 1913 erbaut: Gartenstadt Crengeldanz in Witten
- ab 1913 erbaut: Gartenstadt Dortmund, nach Entwürfen von Heinrich Metzendorf
- 1913 bis 1919 errichtet: Zechenkolonie Siedlung Oberdorstfeld in Dortmund
- 1913 bis 1914 erbaut: Stadtteil Welheim in Bottrop
- 1913 bis 1919 erbaut: Reformsiedlung im Ziegenhainer Tal in Jena, von Paul Engelhardt für die gemeinnützige Heimstätten-Genossenschaft geplant
- 1914 erbaut: Gartenstadt Ludwigshafen
- ab 1914 erbaut: Gartenstadt Freiburg-Haslach
- ab 1914 erbaut: Waldsiedlung Hakenfelde am nördlichen Rand von Spandau, heute zu Berlin-Hakenfelde
- 1915 erbaut: gartenstädtische Werkssiedlung Kolonie in Zschornewitz am großen Braunkohlekraftwerk
- 1915 bis 1937 erbaut: Gartenstadt Gablenzsiedlung in Chemnitz, rekonstruiert 1999–2002
- 1916 bis 1917 erbaut: Gartenstadt Plaue in Plaue einem Stadtteil von Brandenburg an der Havel, nach Entwürfen Paul Schmitthenners
- 1916 bis 1919 erbaut: gartenstädtische Werkssiedlung Piesteritz der Mitteldeutschen Stickstoffwerke in der Lutherstadt Wittenberg, nach Plänen von Paul Schmitthenner und Otto Rudolf Salvisberg unter organisatorischer Leitung durch den Immobilien-Unternehmer Georg Haberland und den Maschinenbau-Ingenieur Karl Janisch
- ab 1916 erbaut: Werkssiedlung Neu-Rössen des Ammoniak-Werkes Merseburg (später Leuna-Werke) der BASF durch den Architekten Karl Barth
- 1918 bis 1921 erbaut: Siedlung Lindenhof in Schöneberg, ab 1920 Berlin-Schöneberg, nach Plänen der Architekten Martin Wagner, Bruno Taut und Leberecht Migge
- zwischen 1919 und 1926: Steenkampsiedlung in Hamburg durch Kurt Meyer und ab 1924 Gustav Oelsner, erste Pläne von Leberecht Migge. Bauträgerschaft durch die HEIMAG, dann SAGA. Gestaltungssatzung der Stadt Hamburg gültig seit 2001
- 1919 bis 1921 erbaut Fritz-Schumacher-Siedlung in Hamburg-Langenhorn
- 1919 bis 1929 erbaut: Siedlung Elsengrund in Berlin-Köpenick, nach Plänen des Architekten Otto Rudolf Salvisberg
- 1918 bis 1933 erbaut: Eisenbahnersiedlung am AW Nied (Ausbesserungswerk) für 400 Familien, im Heimatstil von den Architekten Schelling und Zweifel geplant
- 1919 Siedlung Daheim in Berlin-Mariendorf, Genossenschaftsverein
- 1919 bis 1925 erbaut: Kostheimer Siedlung in Mainz-Kostheim durch die Mainzer Kleinwohnungsbau-GmbH[13]
- 1919 bis 1930 erbaut: Siedlung Loher Moos in Nürnberg-Ziegelstein[14]
- 1919 bis 1930 erbaut: Gartenstadt Berne in Hamburg durch Gartenstadt Hamburg eG
- 1919 bis 1923 erbaut: Gartenstadt Zimpel in Breslau (nach Plänen des Architekten Paul Heim)
- 1919 bis 1930 erbaut: Siedlung „Auf dem Sande“ in Luckenwalde
- ab 1919 die Siedlung Friedheim, die sich zu einem Stadtbezirk des Stadtteils Flensburg-Mürwik entwickelte, übernahm einige Ansätze der Flensburger Gartenstadtbewegung. Mit dem Twedter Plack wurde später dort so auch ein grüner Platz angelegt, der zum Zentrum des Stadtbezirks wurde.
- 1920 errichtet: Ooswinkel in Baden-Baden, unter Paul Schmitthenner und Georg Groddeck
- ab 1920 errichtet: Stadtteil Gartenstadt in Rostock
- ab 1920 errichtet: Stadtteil Reutershagen in Rostock
- ab 1920 errichtet: Stadtteil Gartenstadt in Schweinfurt
- ab 1920 errichtet: Stadtteil Gartenstadt in Schwerin[15]
- 1920 bis 1928: Gartenstadt Neu-Tempelhof in Berlin
- zwischen 1920 und 1929: Planung der Gartenstadt in Bad Oeynhausen (Hindenburgstraße, Wiesenstraße) durch Friedrich Hartjenstein, Bauträgerschaft durch die Städtische gemeinnützige Heimstätten-Gesellschaft, denkmalgeschützt seit 1983[16]
- zwischen 1920 und 1935: Bau der Kreinberg-Siedlung in Schwerte-Ost als Werkssiedlung für die Arbeiter des neu erbauten Eisenbahnausbesserungswerkes.[17] Seit 2001 unter Denkmalschutz.[18]
- ab 1921: Stadtteil Almenhof in Mannheim-Neckarau
- ab 1921 errichtet: „Wohnen am Fasanengarten“[19] in Karlsruhe durch Architekten Pfeifer und Großmann
- 1920er Jahre: Gellendiner Siedlung in Anklam
- 1920er Jahre: Gartenstadt Nietleben, (heute ein Stadtteil von Halle (Saale))
- 1922 bis 1927 erbaut: Handwerkersiedlung Leuna, nach Plänen von Karl Barth im Zusammenhang mit dem Aufbau der Leuna-Werke als Gartenstadt angelegt[20]
- 1922 bis 1927: Gartenstadt Habichtshöhe / Grüner Grund, Münster (Westf.), Wohnungsfürsorgegesellschaft Westfälische Heimat, Baudirektor Gustav Wolf
- 1923 bis 1924 erbaut: SKW-Siedlung in Garching an der Alz von Otto Rudolf Salvisberg
- 1924 bis 1929 erbaut: Gartenstadt Kirchrode im hannoverschen Stadtteil Kirchrode[21]
- 1925 bis 1928 erbaut: Gartenstadt-Siedlung Atlantic in Berlin Gesundbrunnen, Architekt Rudolf Fränkel
- ab 1926: Bebauung des Siegfriedviertels in Braunschweig nach gartenstädtischen Gesichtspunkten
- 1927 Gartenstadtsiedlung „Am schmalen Rain“ – Hufeisenfömige, am geringsten veränderte Gartenstadtsiedlung Deutschlands
- ab 1927: Gartenstadt Kleefeld im hannoverschen Stadtteil Kleefeld
- 1927 bis 1938 erbaut: Riedwiesensiedlung Kassel-Kirchditmold, Architekt Hans Soeder
- 1928 bis 1930 erbaut: Gartenstadt Wellensiek, Siedlung in Bielefeld
- 1929 entstanden: Gartenstadt Reusa im Plauener Stadtteil Reusa, Architekt Dr. Schuricht
- ab 1931: Stadtteil Reuschenberg in Neuss
- 1933 erbaut: „Dietrich-Klagges-Stadt“, nach dem Zweiten Weltkrieg umbenannt in Gartenstadt in Braunschweig
- ab 1935 geplant: Gartenstadt in Bamberg, vom neuen Stadtteil im Waldgebiet Spinnseyer wird nur der erste Bauabschnitt verwirklicht, der zweite begonnen. Ab 1946 gehen die Arbeiten weiter. Ein dritter Bauabschnitt der sogenannten Spinnseyersiedlung wird begonnen. 1951 beschließt der Stadtrat die Umbenennung in Gartenstadt. Nacheinander entstehen weitere Bauabschnitte (bis zum 7. BA 1999)
- 1935 bis 1938 erbaut: Gartenstadt Alsterdorf in Hamburg-Alsterdorf
- 1935 bis 1940 erbaut, fortgesetzt 1950 bis 1970: Ortsteil Grolland (nds.: „grünes Land“) in Bremen-Huchting, als Gartenstadtprojekt für circa 5.000 Menschen auf die grüne Wiese gebaut
- 1936 Köln-Longerich als Gartenstadt-Nord („Alte Gartenstadt“)
- 1937 erbaut: Siedlung Schenkenberg in Chemnitz, Architekt Friedrich Kerner
- 1937 bis 1944 erbaut: Daimler-Werkssiedlung in Ludwigsfelde, von der Kurmärkischen Kleinsiedlungsgesellschaft
- ab 1938 wurde eine Gartenstadt und dem Begriff Vierjahresplan-Siedlung in Bad Neustadt an der Saale begonnen. Heute trägt der Stadtteil den Namen Gartenstadt.
- ab 1939 erbaut: Stadtteile Elmschenhagen-Nord und Elmschenhagen-Süd in Kiel, Architekten Paul August Reimund Frank und Hermann Frank (Nord) und Paul Schaeffer-Heyrothsberge (Süd)
- ab 1953: Gartenstadt Farmsen in Hamburg
- ab 1953: Stadtteil Gartenstadt (Krefeld) in Krefeld
- ab 1954 erbaut: Gartenstadt Vahr in Bremen
- ab 1956 Neue Gartenstadt in Köln-Longerich als Erweiterung der Alten Gartenstadt
- ab 1960 erbaut: Gartenstadt Süd in Bremen
- 1970er Jahre: Ortsteil Gartenstadt Lohne von Neuwarmbüchen in der Region Hannover
- ab 1971 erbaut: Gartenstadt in Hochheim am Main
- ab 1992: Gartenstadt Falkenhöh, Falkensee
- 1995/96: Gartenstadt Seseke Aue, 280 Wohneinheiten in Kamen entstanden im Rahmen der Internationalen Bauausstellung Emscher Park.
- ab 1999 wurde die ehemalige Von-Briesen-Kaserne im Flensburger Stadtteil Weiche (Flensburg), im Zuge der Konversion zur Gartenstadt umgewandelt (vgl. auch mit: Friedheim in Flensburg-Mürwik).

- der rechts der Hase gelegene Stadtteil von Bramsche-Mitte
- Gartenstadt Keesburg im Würzburger Stadtbezirk Frauenland
- Gartenstadt Schönau in Dortmund
- Gartenstadt im Freiburger Stadtteil Haslach
- Stadtteil Lebenstedt und weitere Teile der Stadt Salzgitter
- Gartenstadt Gardo in Berlin-Karlshorst, Architekt Klaus Theo Brenner[22]

### Österreich

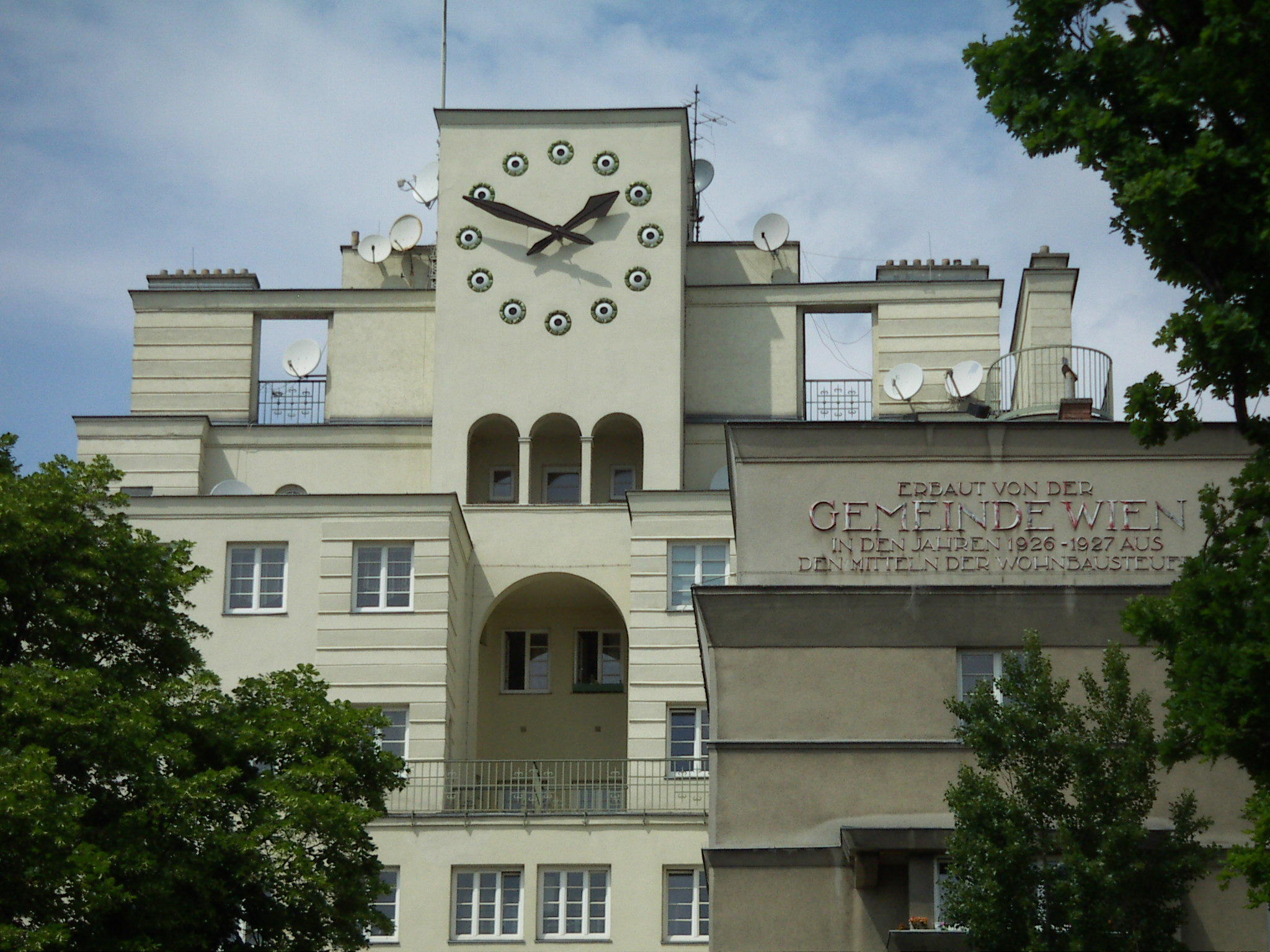
Karl-Seitz-Hof

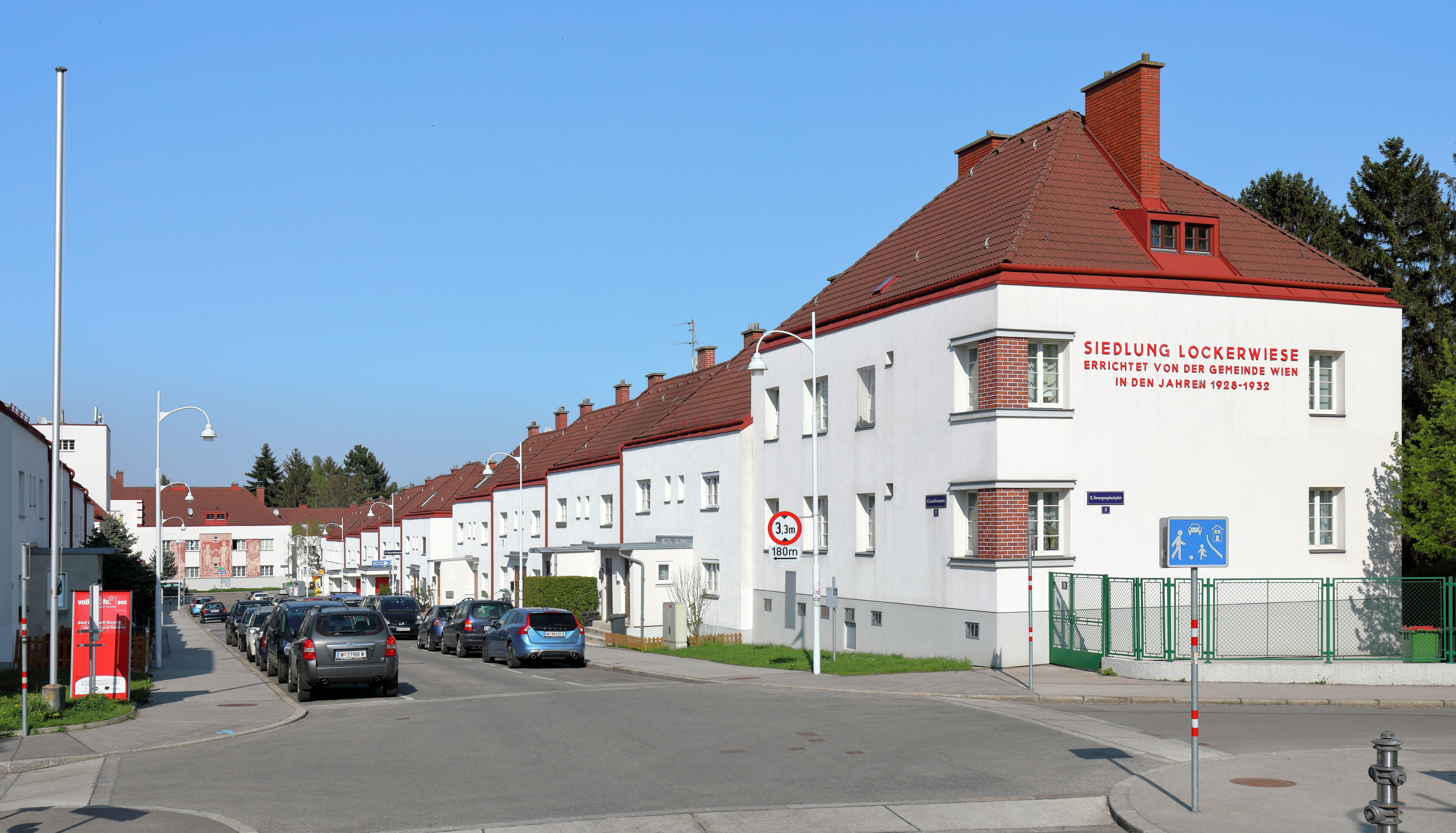
Siedlung Lockerwiese, Wien

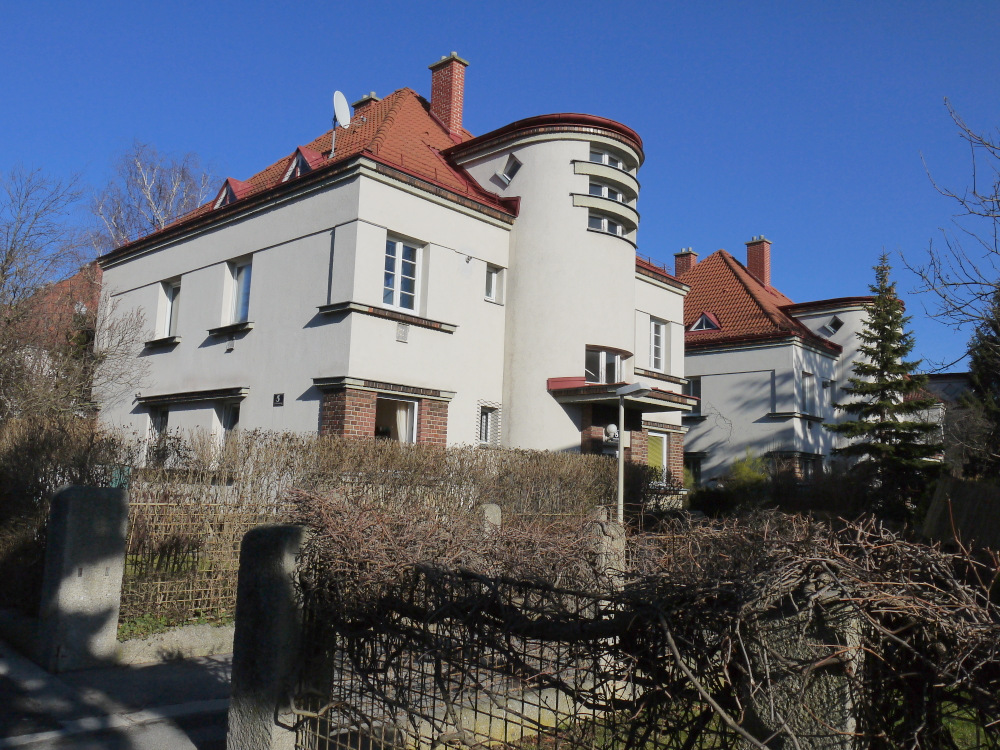
Siedlung Am Tivoli, Wien

- 1906 konzipierte der Otto Wagner-Schüler Franz Polzer im Grazer Kroisbachtal[23] die damals größte Gartenstadt der gesamten Monarchie mit 104 Parzellen.
- 1913 veröffentlichte der tschechische Investor Ludvik Odstrčil sein Konzept für die Errichtung einer Garten- und Industriestadt in Strasshof an der Nordbahn.[24]
- 1919 bis 1926 errichtet: Siedlung Scharlinz in Linz, Architekt Curt Kühne
- 1927 bis 28 errichtet: Die Gemeindebausiedlung Am Tivoli in Wien-Meidling
- 1926 bis 1933 errichtet: städtische Wohnhausanlage Gartenstadt in Wien-Floridsdorf, später in Karl-Seitz-Hof benannt, Architekt Hubert Gessner, siehe auch Pfarrkirche Gartenstadt
- 1928 bis 1932 errichtete und 1938/39 erweiterte städtische Siedlungsanlage Lockerwiese mit über 750 Wohneinheiten Wiens zweitgrößte Gartenstadtsiedlung; meist in Form von zweigeschossigen Reihenhäuser.
- 1960 begonnen und in den 1970er Jahren fertiggestellt: Südstadt in Maria Enzersdorf
- 1963 bis 2000 errichtet: Gartenstadt Puchenau bei Linz von Roland Rainer
- Gartenstadt Maria Theresia, Eggendorf
- inoffizielle Bezeichnung einer Siedlung in Wels im Stadtteil Vogelweide
- Bezeichnung einer Reihenhausanlage (Fertigstellung 2014–2017) der WBV-GÖD in Wiener Neustadt, Kammanngasse/Maximiliangasse

### Schweiz

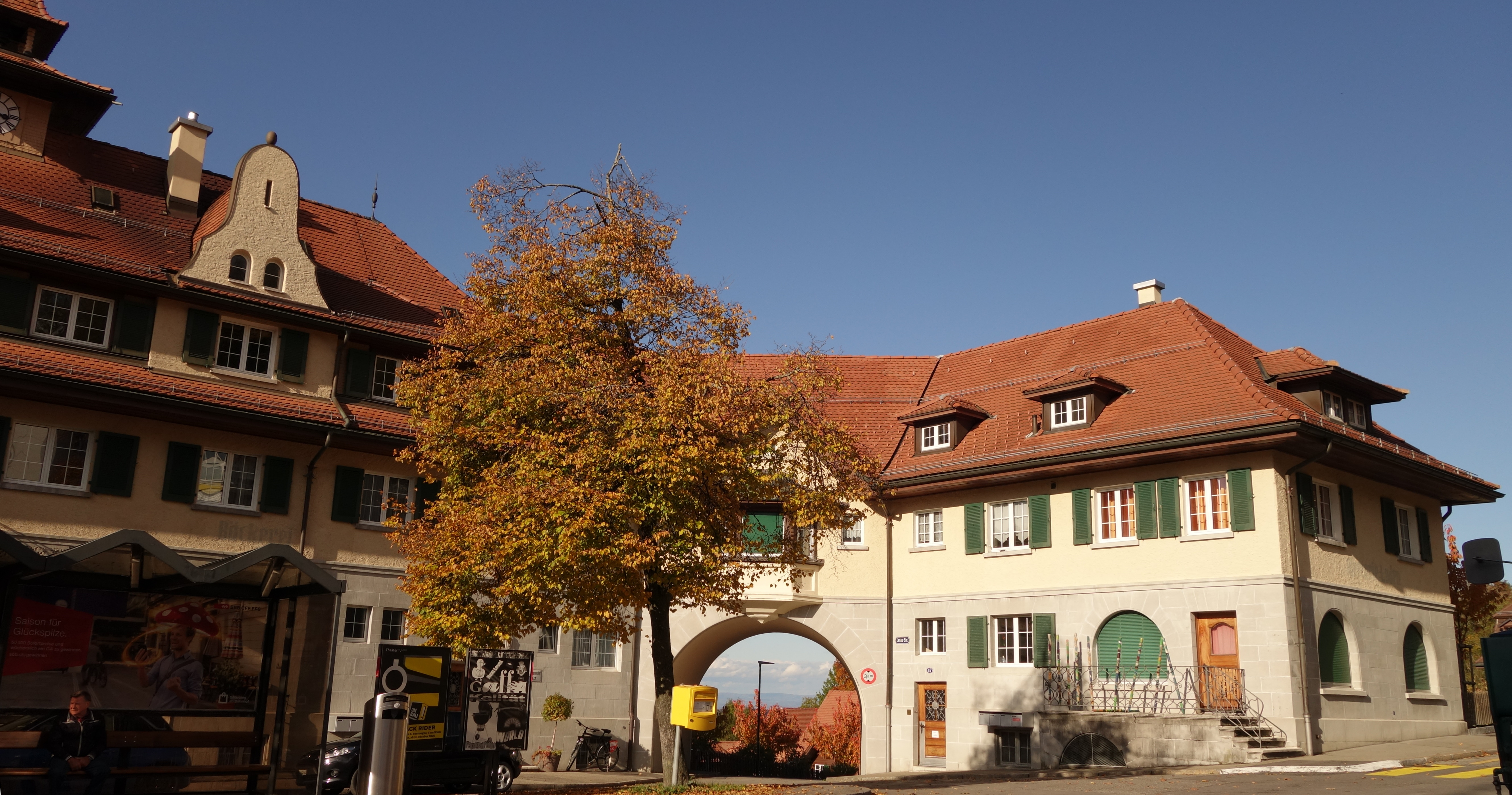
Siedlung Schoren, SG

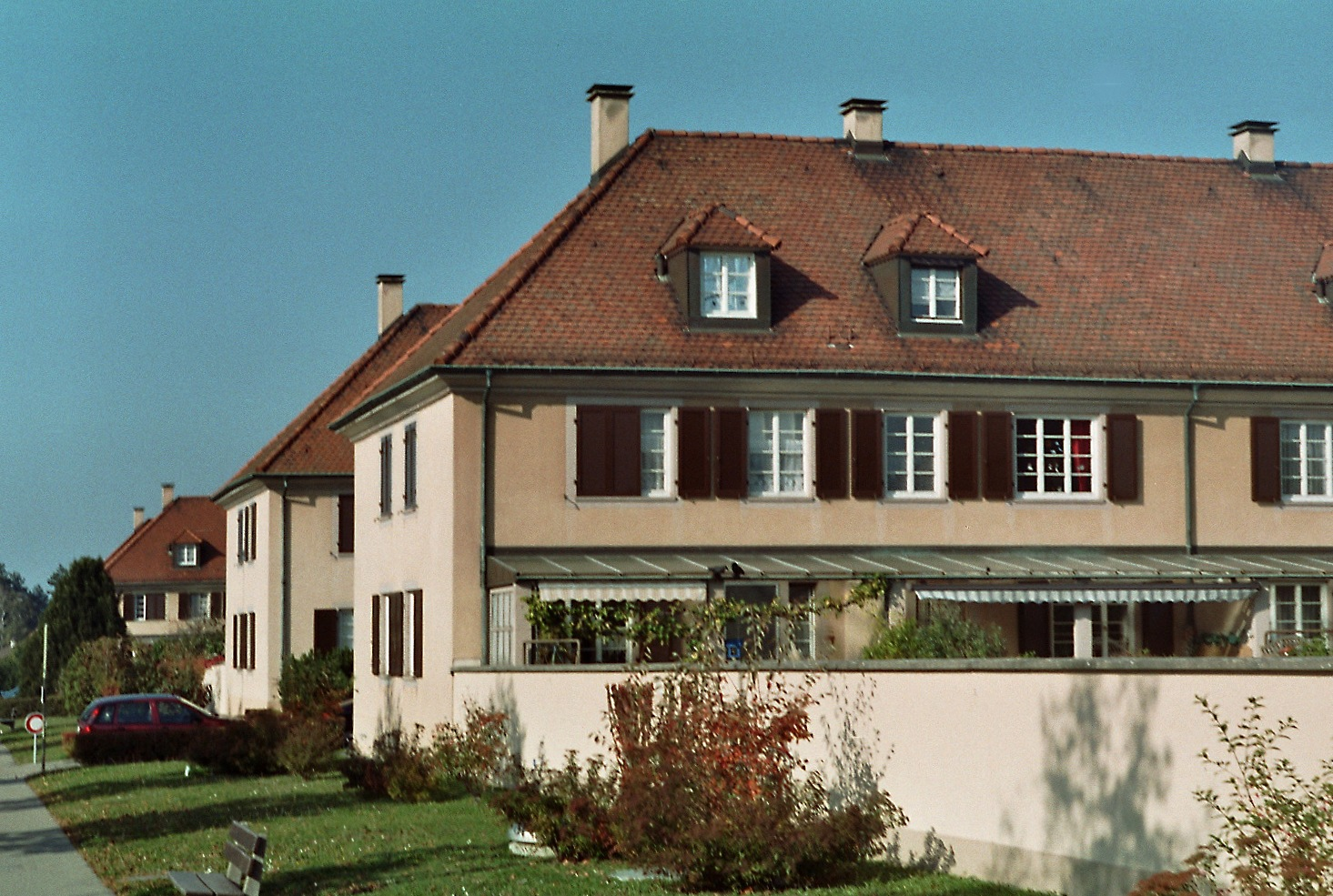
Siedlung Freidorf BL

- 1911 bis 1913 erbaut: Genossenschaftssiedlung Schoren, St. Gallen, Kanton St. Gallen. Die im Norden der Stadt gebauten 176 Wohnhäuser bilden die erste genossenschaftliche Gartenstadt-Siedlung der Schweiz. Sie wurde durch die Eisenbahner-Baugenossenschaft St. Gallen erbaut.
- 1912 bis 1922 erbaut: Gartenstadt Münchenstein, Kanton Basel-Landschaft, nach Entwürfen des Basler Architekten Emil Dettwiler. Die 36 von ursprünglich 300 geplanten Wohnhäusern bilden die zweite genossenschaftliche Gartenstadt-Siedlung der Schweiz.
- 1916 bis 1918 erbaut: Werk-Siedlung Pantli in Stetten dicht an der Stadtgrenze Schaffhausen, 26 Arbeiterhäuser mit weitgehend landwirtschaftlicher Selbstversorgung.
- 1919 bis 1921 erbaut: Coop-Genossenschafts-Siedlung Freidorf in Muttenz, Kanton Basel-Landschaft, vom Bauhausarchitekten Hannes Meyer ist der bedeutendste Siedlungsbau der Schweiz aus der Zeit zwischen dem Ersten und Zweiten Weltkrieg.
- 1920 bis 1921 erbaut: Wasserhaus-Siedlung in Münchenstein, auf der Basis von Entwürfen von Hans Bernoulli wurden die Pläne durch den Architekten Wilhelm Eduard Brodtbeck ausgearbeitet und stellt eine privatwirtschaftliche Alternative zur gleichzeitig realisierten, aber genossenschaftlich finanzierten Siedlung „Freidorf“ dar.
- 1923 bis 1931 und 1943 bis 1945 erbaut: die zwei Siedlungsteile der Gemeinnützigen Bau- und Wohngenossenschaft Freistatt in Thun.
- 1926: Der in der Stadt Winterthur von Stadtplaner Albert Bodmer entworfene sogenannte «Bodmerplan» orientierte sich in seiner Ausgestaltung an der Gartenstadt und prägte die Entwicklung der Stadt in den kommenden Jahrzehnten.
- 1923 bis 1924 erbaut: die Siedlungen Deutweg, Eichliacker und Bachtelstrasse in Winterthur von Hans Bernoulli
- 1924 bis 1929 entstanden: Bernoullihäuser in Zürich von Hans Bernoulli
- Gurten-Gartenstadt in Köniz in der Agglomeration von Bern

## Netzwerk Europäische Gartenstadt
Im Jahr 2008 wurde das Netzwerk Europäische Gartenstadt gegründet. Ziel ist eine Gartenstädte-Partnerschaft von Vereinen und Initiativen von Gartenstädten aus Europa, die sich über eigene Belange austauschen und in der Öffentlichkeit das Interesse an der Gartenstadt wachhalten wollen. Mit dabei ist die bei London gelegene Hampstead Garden Suburb, eine der ersten Gartenstädte überhaupt, mit der Gartenstadt Karlsruhe eine der ältesten deutschen Gartenstädte, ferner Hellerau (Dresden), Falkenberg (Berlin), Podkowa Lesna (Warschau), Marga (Senftenberg), Wandsbek (Hamburg) und die Mannheimer Gartenstadt. Gartenstädte aus Österreich und Tschechien haben bereits Interesse an einer Aufnahme in das Netzwerk bekundet.

## Galerie

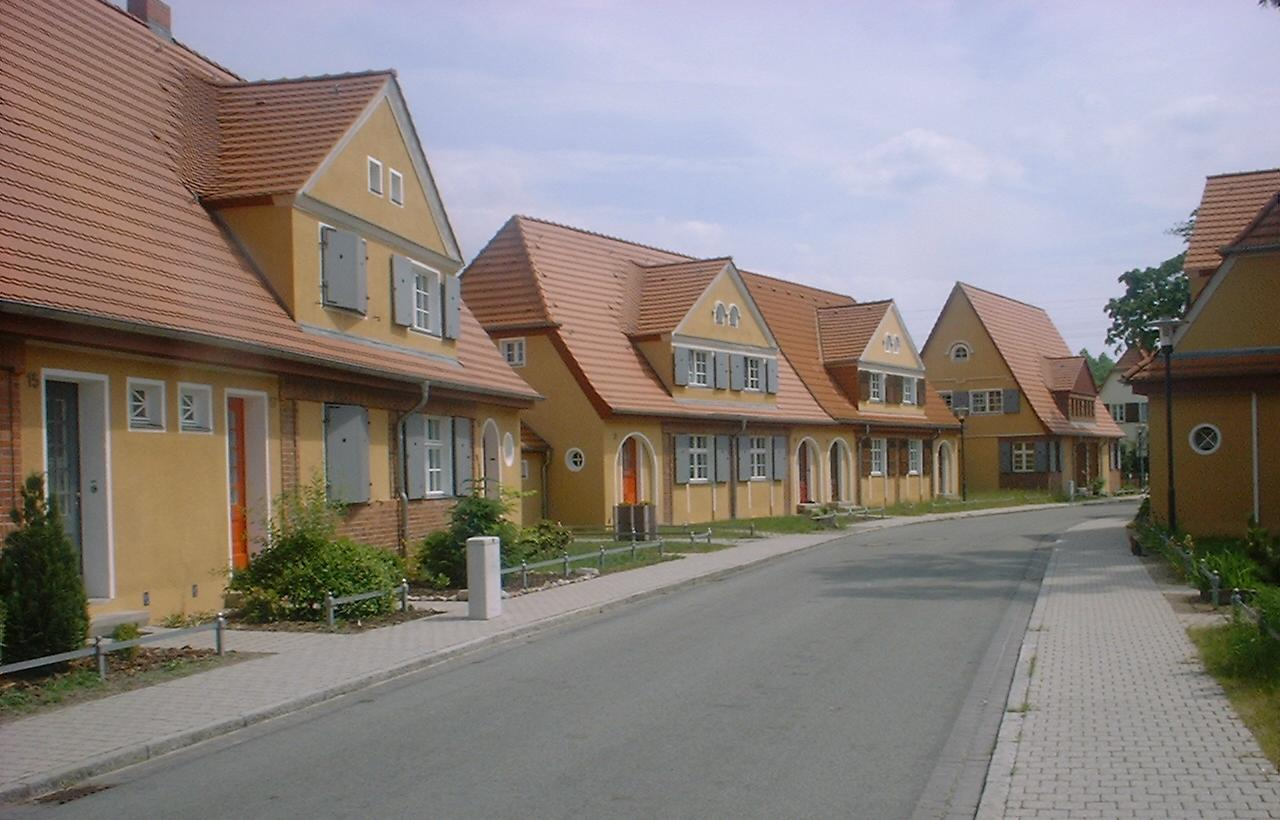
Zschornewitz Kolonie bei Gräfenhainichen
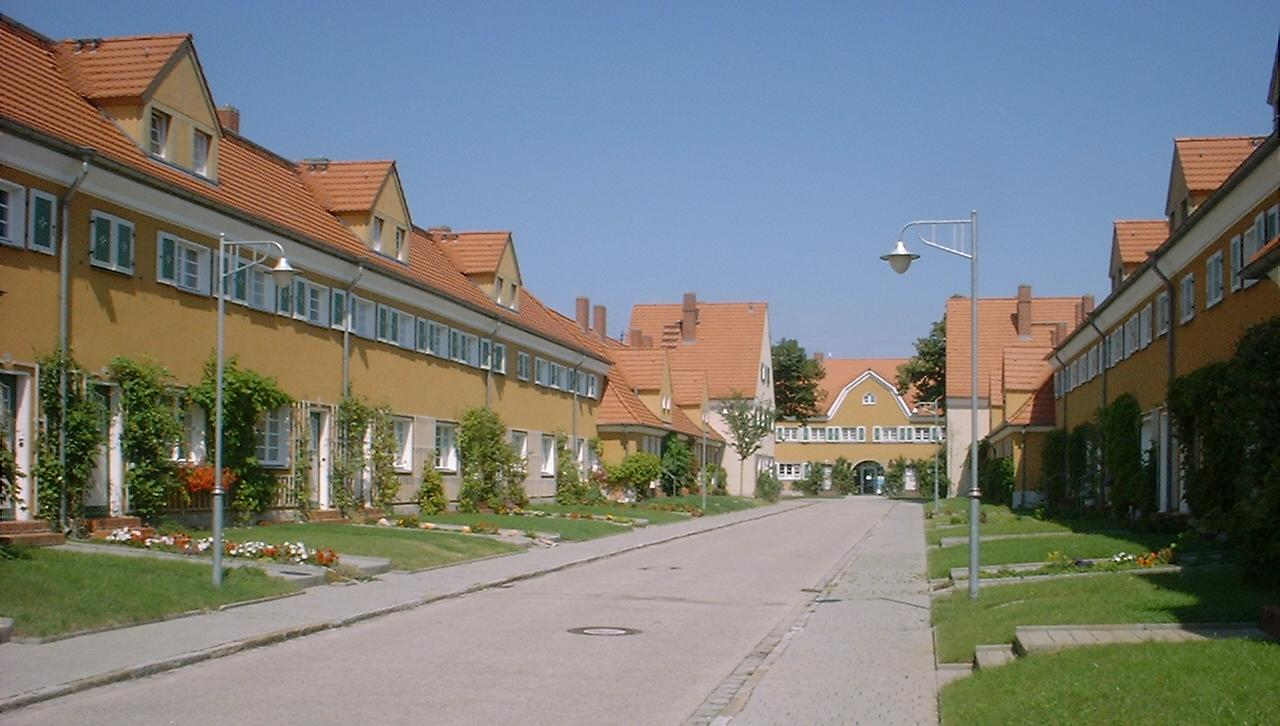
Werkssiedlung Piesteritz in Wittenberg
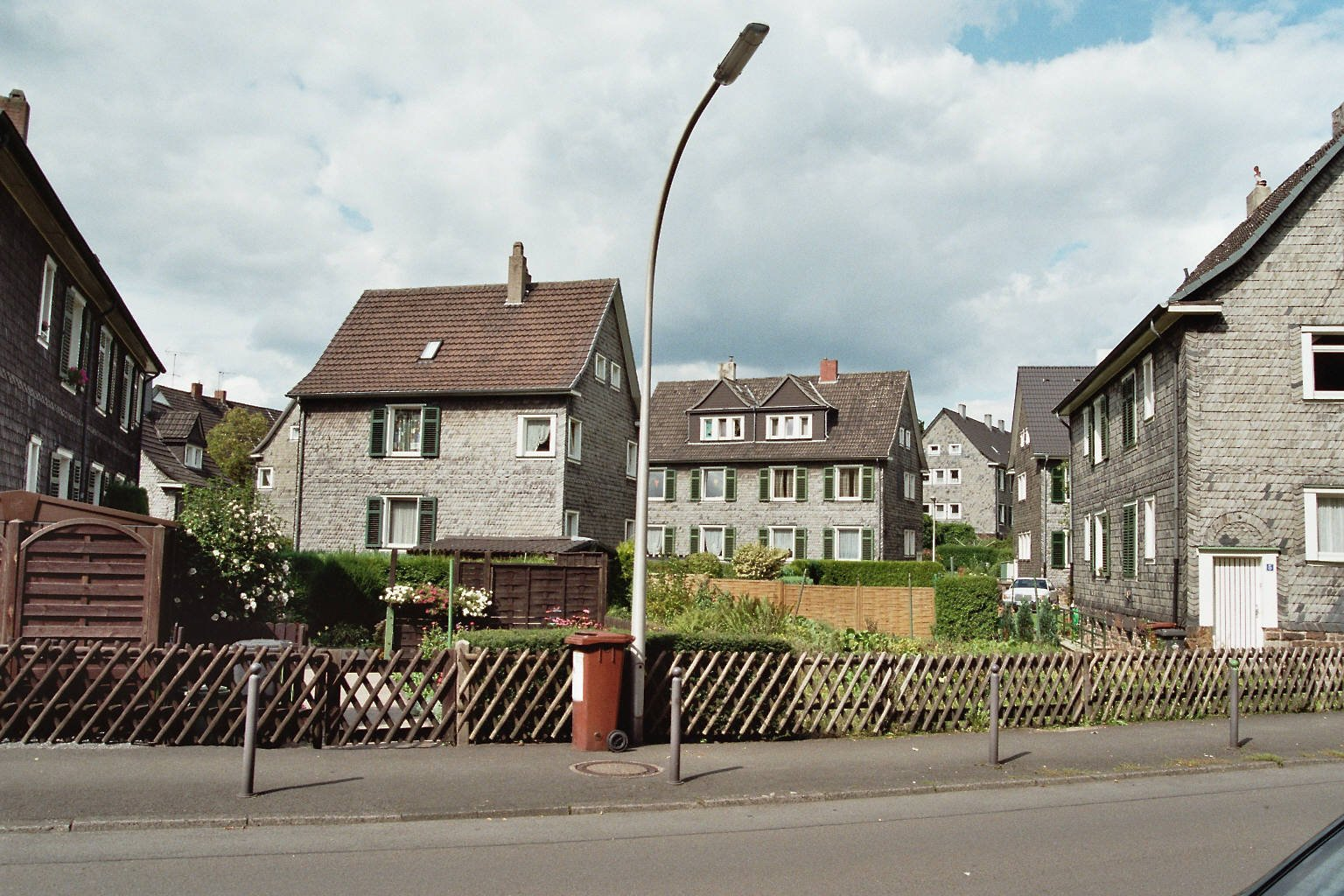
Gartenstadt Crengeldanz in Witten
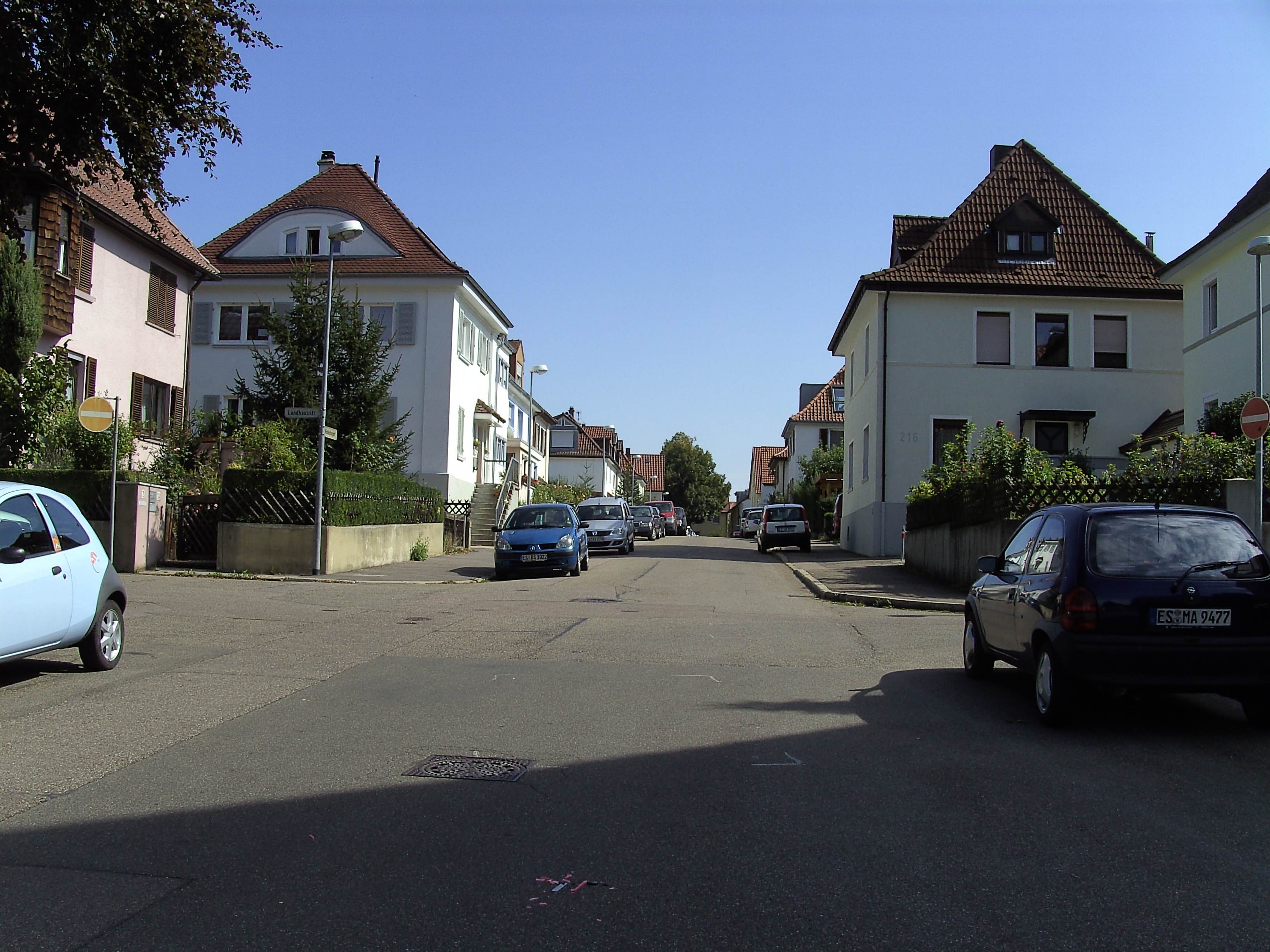
Gartenstadt Oberesslingen in Esslingen am Neckar
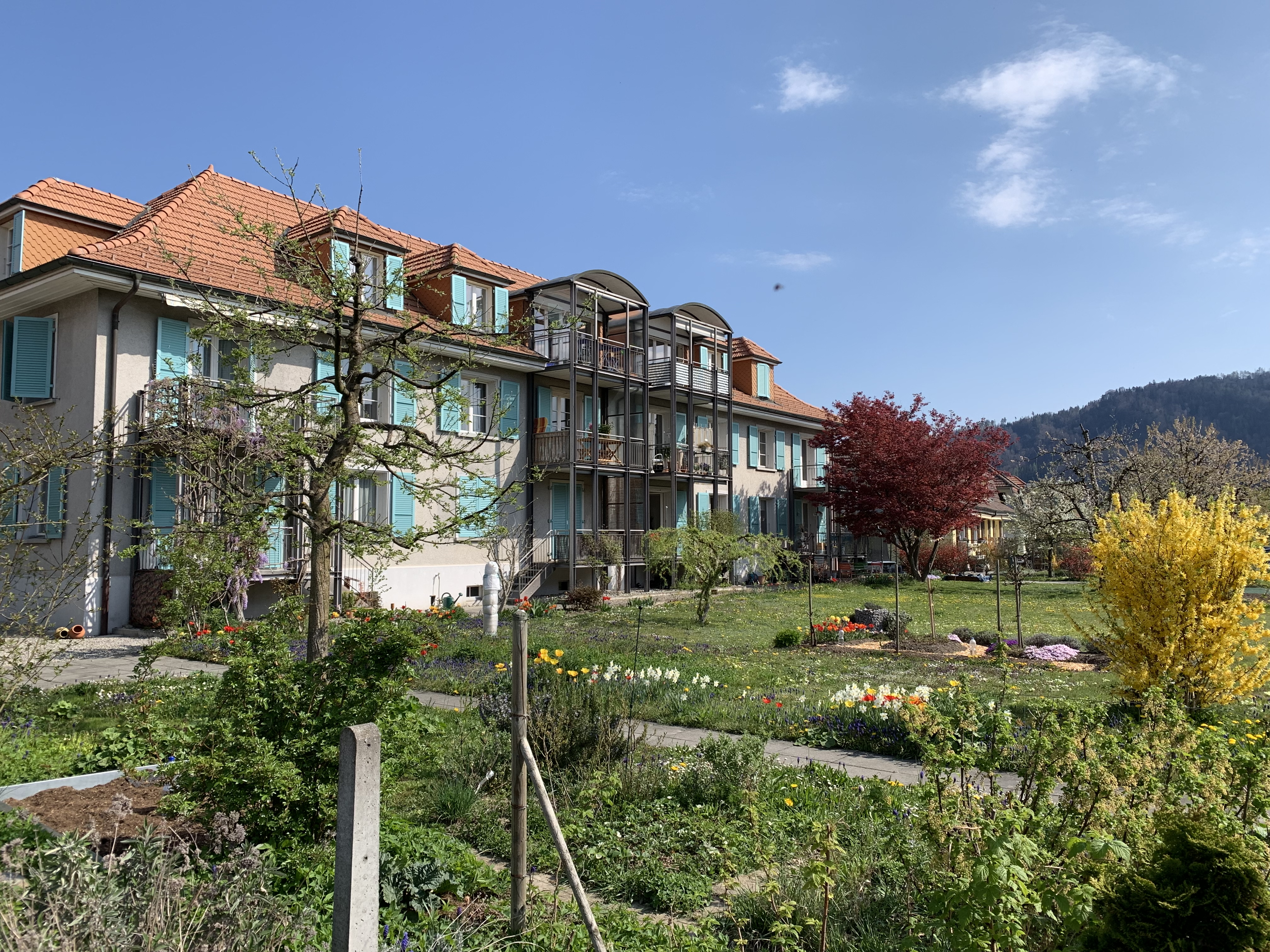
Gartenstadt der GBWG Freistatt in Thun, ab 1922 erstellt.

### Gartenstadt und Gartenstadtbewegung allgemein
- Die deutsche Gartenstadtbewegung. Zusammenfassende Darstellung über den heutigen Stand der Bewegung. Verlag der deutschen Gartenstadt-Gesellschaft, Berlin 1911. Digitalisierte Ausgabe der Universitäts- und Landesbibliothek Düsseldorf
- Hans Kampffmeyer: Die Gartenstadtbewegung – 2. Aufl. – Leipzig : Teubner, 1913. Digitalisierte Ausgabe der Universitäts- und Landesbibliothek Düsseldorf
- Simons: Die deutsche Gartenstadt: ihr Wesen und ihre heutigen Typen / von Gustav Simons. – Wittenberg (Bez. Halle): Ziemsen, 1912. Digitalisierte Ausgabe der Universitäts- und Landesbibliothek Düsseldorf
- Bartels, Olaf: Die Renaissance oder eine Neuerfindung der Gartenstadt. In: Architektur in Hamburg: Jahrbuch 2021/22. Junius Verlag, Hamburg 2021, ISBN 978-3-96060-535-5, S. 194–201
- Werner Durth, Niels Gutschow: Träume in Trümmern. Planungen zum Wiederaufbau zerstörter Städte im Westen Deutschlands 1940–1950. – 1. Band: Konzepte; 2. Band: Städte. Braunschweig/Wiesbaden 1988 (Schriften des deutschen Architekturmuseums zur Architekturgeschichte und Architekturtheorie).
- Werner Durth: Deutsche Architekten. Biographische Verflechtungen 1900–1970. 2. durchgesehene Auflage Braunschweig/Wiesbaden 1987 (Schriften des deutschen Architekturmuseums zur Architekturgeschichte und Architekturtheorie).
- Robert Fishman: Urban Utopias in the Twentieth Century, Ebenezer Howard, Frank Lloyd Wright, Le Corbusier. Basic, New York 1977, MIT Press, Cambridge 1982, ISBN 0-465-08933-X, ISBN 0-262-56023-2
- Kristiana Hartmann: Deutsche Gartenstadtbewegung. Kulturpolitik und Gesellschaftsreform. Heinz Moos, München 1976, ISBN 3-7879-0094-2.
- Julius Posener (Hg.): Ebenezer Howard. Gartenstädte von morgen. Das Buch und seine Geschichte. Bauwelt Fundamente Band 21, Berlin Frankfurt/M. Wien: Ullstein, 1968 (dt. v. Garden Cities of Tomorrow. Zuerst 1898 als Tomorrow, a peaceful path to real reform).
- Bernhard Kampffmeyer: Von der Gartenvorstadt zur Gartenstadt. Deutsche Gartenstadt-Gesellschaft e. V. Berlin-Grünau 1919.
- Bernhard Kampffmeyer: Von der Kleinstadt zur Gartenstadt. Flugschrift – Deutsche Gartenstadt-Gesellschaft. Bd. 11. Berlin-Schlachtensee 1908.
- Hans Kampffmeyer: Die Gartenstadtbewegung. B.G. Teubner, Leipzig 1909.
- Paul Kampffmeyer: Die Baugenossenschaften im Rahmen eines nationalen Wohnungsreformplanes. Die Wohnungsfrage und das Reich. Bd. 3. Deutscher Verein für Wohnungsreform e. V., Göttingen 1900.
- Thomas Krückemeyer: Gartenstadt als Reformmodell. Siedlungskonzeption zwischen Utopie und Wirklichkeit. Siegen: Carl Böschen Verlag 1997, ISBN 3-932212-03-7.
- Mervin Miller: Letchworth. Phillimore, Chichester Sus 1989, 2002, ISBN 1-86077-213-7.
- Neue Lebenswelten! – Gartenstädte in Deutschland, Heft 1 Gartenbaugeschichte, Deutsches Gartenbaumuseum Erfurt, 2006.
- Tobias Roth (Hrsg.): Gartenstadtbewegung. Flugschriften, Essays, Vorträge und Zeichnungen aus dem Umkreis der Deutschen Gartenstadtgesellschaft. Verlag Das Kulturelle Gedächtnis, Berlin 2019, ISBN 978-3-946990-35-2.
- Anna Teut: Architektur im Dritten Reich. 1933–1945. Berlin/Frankfurt (M)/Wien 1967.
- Thomas Will, Ralph Lindner (Hrsg.): Gartenstadt: Geschichte und Zukunftsfähigkeit einer Idee. W.E.B. Universitätsverlag, Dresden 2012, ISBN 3-942411-33-4.
- Martin Neitzke, Gustav Wolf: Bauen für das Leben, Neues Wohnen zwischen Tradition und Moderne, Wasmuth, Tübingen / Berlin, 1991, ISBN 3-8030-0155-2
- Leo Adler (Architekt), Herausgeber: Neuzeitliche Miethäuser und Siedlungen, 1931 / mit einem Nachwort von Myra Warhaftig, Gebr.Mann, Berlin 1998, ISBN 3-7861-1845-0

### Einzelne Gartenstädte
Berlin
- Kristiana Hartmann: Die Berliner Gartenstadt Falkenberg, ein Planungsbeispiel der deutschen Gartenstadtbewegung. In: Bernhard Kirchgässner, Joachim Schultis (Hrsg.): Wald, Garten und Park. Vom Funktionswandel der Natur für die Stadt. Thorbecke, Sigmaringen 1993, ISBN 3-7995-6418-7, S. 83–97.
- Friedrich Wolff: Gartenstädte in und um Berlin. Hendrik Bäßler Verlag, Berlin 2012, ISBN 978-3-930388-44-8 (148 S.)

Hellerau
- Gartenstadt Hellerau. Ein Bericht über den Zweck, die Organisation, die Ansiedlungsbedingungen. die bisherigen Erfolge und die Ziele. Verlag der Gartenstadt Hellerau, Hellerau bei Dresden 1911.
- Claudia Beger: Gartenstadt Hellerau. Architekturführer. DVA, München 2008, ISBN 978-3-421-03700-8.
- Clemens Galonska, Frank Elstner: Gartenstadt Hellerau / Garden City of Hellerau. Palisander Verlag, Chemnitz 2007, ISBN 978-3-938305-04-1.
- Thomas Nitschke: Die Gartenstadt Hellerau als pädagogische Provinz. Hellerau-Verlag, Dresden 2003, ISBN 3-910184-43-X.
- Thomas Nitschke: Die Gartenstadt Hellerau im Spannungsverhältnis zwischen weltoffener Reformsiedlung und nationalistisch gesinnter völkischer Gemeinde. Halle (Saale) 2007, DNB 988227517 (Dissertation. Martin-Luther-Universität, Halle, Fachbereich Geschichte, Philosophie, Sozialwissenschaften, 2007, 287 Seiten).
- Thomas Nitschke: Die Geschichte der Gartenstadt Hellerau. Hellerau-Verlag, Dresden 2009, ISBN 978-3-938122-17-4.
- Thomas Nitschke: Die Gartenstadt Hellerau. Eine Pädagogische Provinz und ihre Gegner. Thelem-Verlag, Dresden 2021, ISBN 978-3-95908-507-6.
- Hohe Warte. Illustrierte Halbmonatsschrift für die künstlerischen, geistigen und wirtschaftlichen Interessen der städtischen Kultur. Themenheft Gartenstadt Hellerau. R. Voigtländer, Wien / Leipzig 3. 1907, 20.

Andere
- Emil Dettwiler: Die Gartenstadt Neu-Mönchenstein. Ein Beitrag zur Lösung der Wohnungsfrage in Basel unter besonderer Berücksichtigung der Mittelstands-Wohnungen. Basel 1912.
- Jörn Richter u. a.: Gartenstadt Gablenzsiedlung Chemnitz. Heimatland Sachsen, Chemnitz 2002, ISBN 3-910186-38-6.